# Умершие в сентябре 2017 года
Это список известных людей, соответствующих установленным критериям значимости (см. Википедия:Критерии значимости персоналий), умерших в сентябре 2017 года.
Причина смерти указывается лишь в исключительных случаях (убийство, самоубийство, гибель в результате военных действий, смертная казнь, ДТП или несчастные случаи). В остальных случаях — не указывается.

## 30 сентября

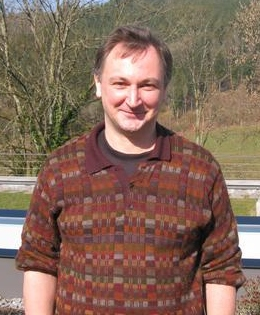
Владимир Воеводский

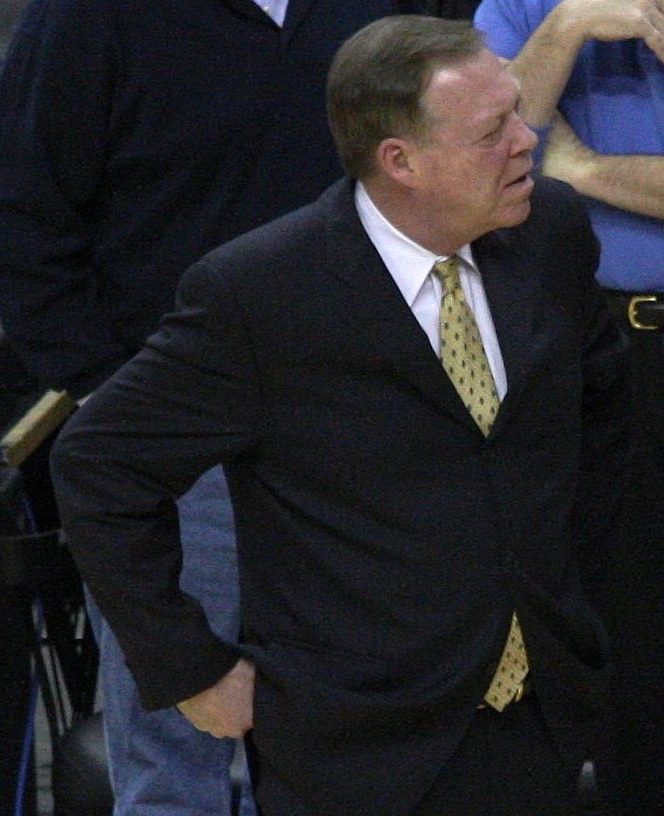
Фрэнк Хэмблен

- Акопян, Горик Гургенович (71) — армянский государственный деятель, директор службы национальной безопасности Республики Армения (2004—2016), генерал-полковник[1].
- Баур, Элизабет (69) — американская актриса телевидения[2].
- Берже, Максим (28) — французский мотогонщик[3].
- Влад, Юлиан (86) — румынский государственный и политический деятель, начальник службы безопасности Румынии Секуритате (1987—1989), генерал армии[4].
- Воеводский, Владимир Александрович (51) — советский и американский математик, лауреат Филдсовской премии (2002) (о смерти сообщено в этот день)[5].
- Журавлёва, Наталия Дмитриевна (79) — советская и российская актриса, заслуженная артистка России (2000), дочь народного артиста СССР Дмитрия Журавлёва[6].
- Меньшиков, Андрей Викторович (72) — советский и российский поэт, драматург и сценарист, один из первых чемпионов КВН[7].
- Ушанов, Анатолий Иванович (67) — советский футболист, тренер[8].
- Холл, Монти (96) — канадский телеведущий[9].
- Хэмблен, Фрэнк (70) — американский баскетбольный тренер («Милуоки Бакс», «Лос-Анджелес Лейкерс»)[10].
- Черкасов, Григорий Николаевич (69) — советский и российский учёный в области земледелия, директор Всероссийского научно-исследовательского института земледелия и защиты почв от эрозии (2001—2017), член-корреспондент РАН (2014; член-корреспондент РАСХН с 2007)[11].

## 29 сентября

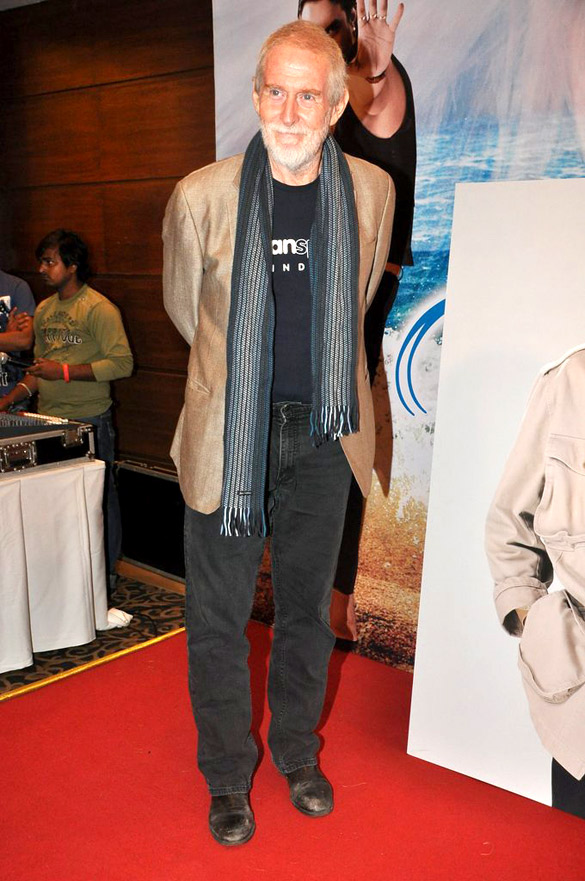
Том Олтер

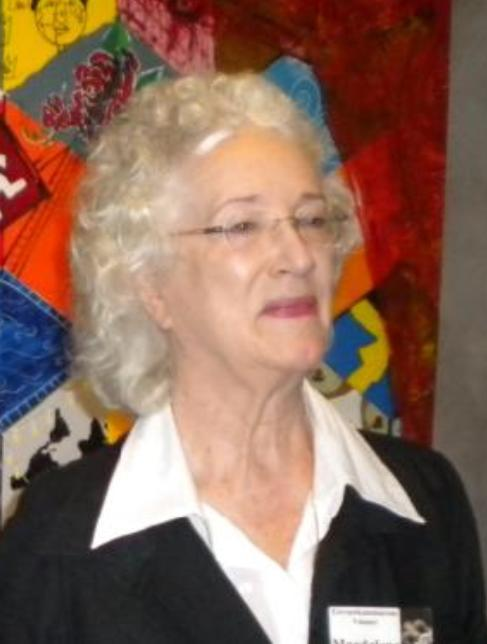
Магдалена Риббинг

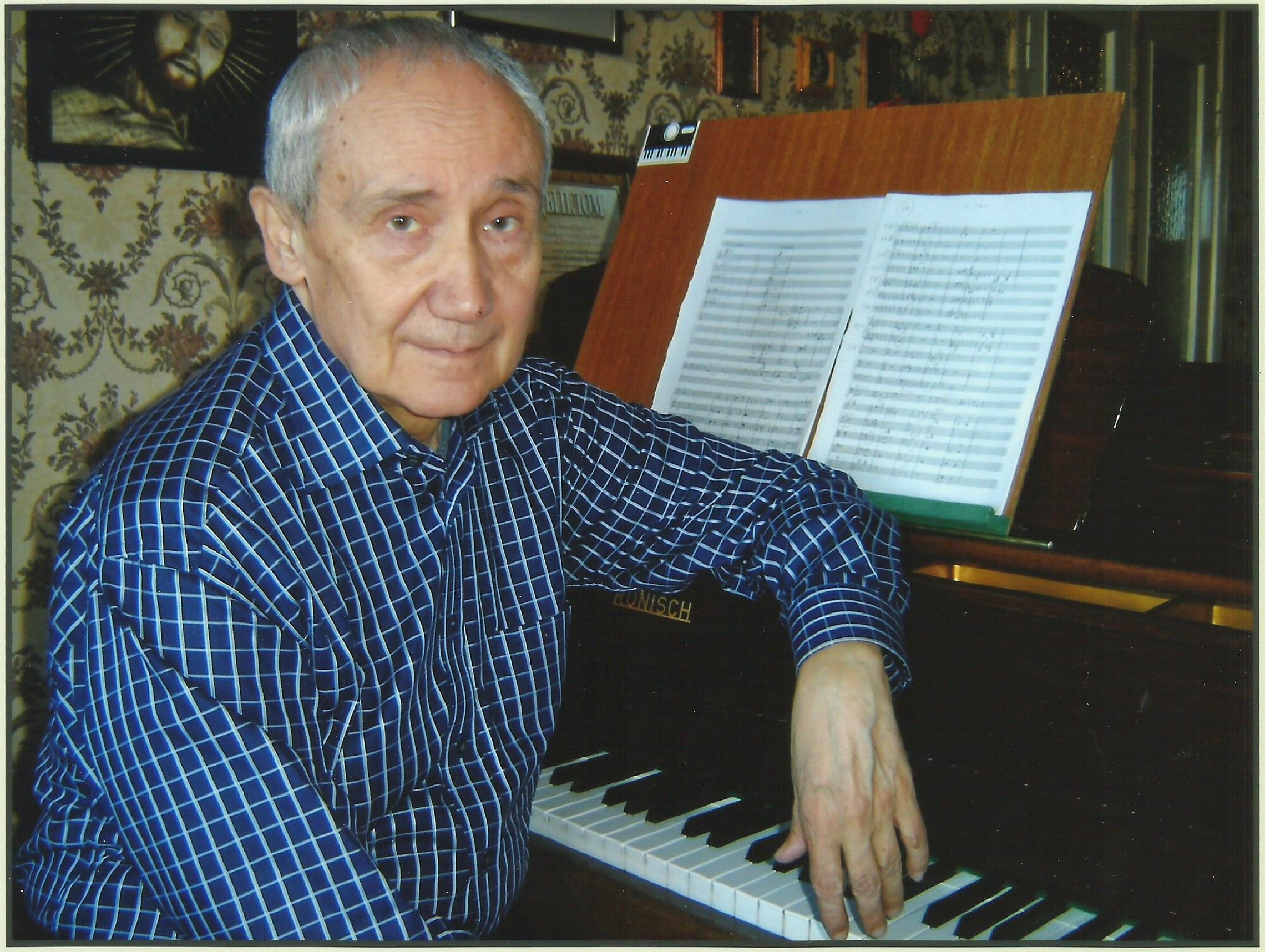
Дмитрий Смольский

- Абу Тахсин ас-Салихи (63) — иракский снайпер по прозвищу «Охотник за Игиловцами», уничтоживший более 300 террористов; убит[12].
- Базыров, Владимир Санджиевич (60) — советский и российский калмыцкий театральный актёр, артист Калмыцкого национального драматического театра имени Б. Басангова, народный артист Республики Калмыкия[13].
- Денисова, Зоя Фёдоровна (89) — советская певица и педагог, солистка Чувашского государственного ансамбля песни и пляски (1949—1957), заслуженный работник культуры РСФСР (1978)[14].
- Дарбаев, Курман Ергалеевич (85) — советский и российский передовик сельского хозяйства казахского происхождения, бригадир тракторно-полеводческой бригады совхоза «Катайский» Альменьевского района Курганской области, Герой Социалистического Труда (1971)[15]
- Майзлин, Исаак Ефимович (87) — советский и украинский тренер, главный тренер женской сборной Украины по баскетболу (1997), заслуженный тренер СССР (1991)[16].
- Медар, Филипп (58) — французский гандболист, бронзовый призёр летних Олимпийских игр в Барселоне (1992)[17].
- Михниковский, Веслав (95) — польский актёр[18].
- Олтер, Том (67) — индийский актёр[19].
- Риббинг, Магдалена (77) — шведская писательница[20].
- Смольский, Дмитрий Брониславович (80) — советский и белорусский композитор, народный артист БССР (1987)[21].
- Тростников, Виктор Николаевич (89) — советский и российский православный философ и богослов[22].
- Функ, Лоренц (70) — западногерманский хоккеист, бронзовый призёр зимних Олимпийских игр в Инсбруке (1976)[23].
- Штефанчич, Владо (86) — хорватский режиссёр, радио- и телеведущий, актёр, певец и танцор, театральный режиссёр[24] Архивная копия от 30 октября 2017 на Wayback Machine.
- Ягодинский, Виктор Николаевич (89) — советский и российский учёный-эпидемиолог, разработчик космогенетической теории происхождения жизни и цикличности в биосфере [?].

## 28 сентября

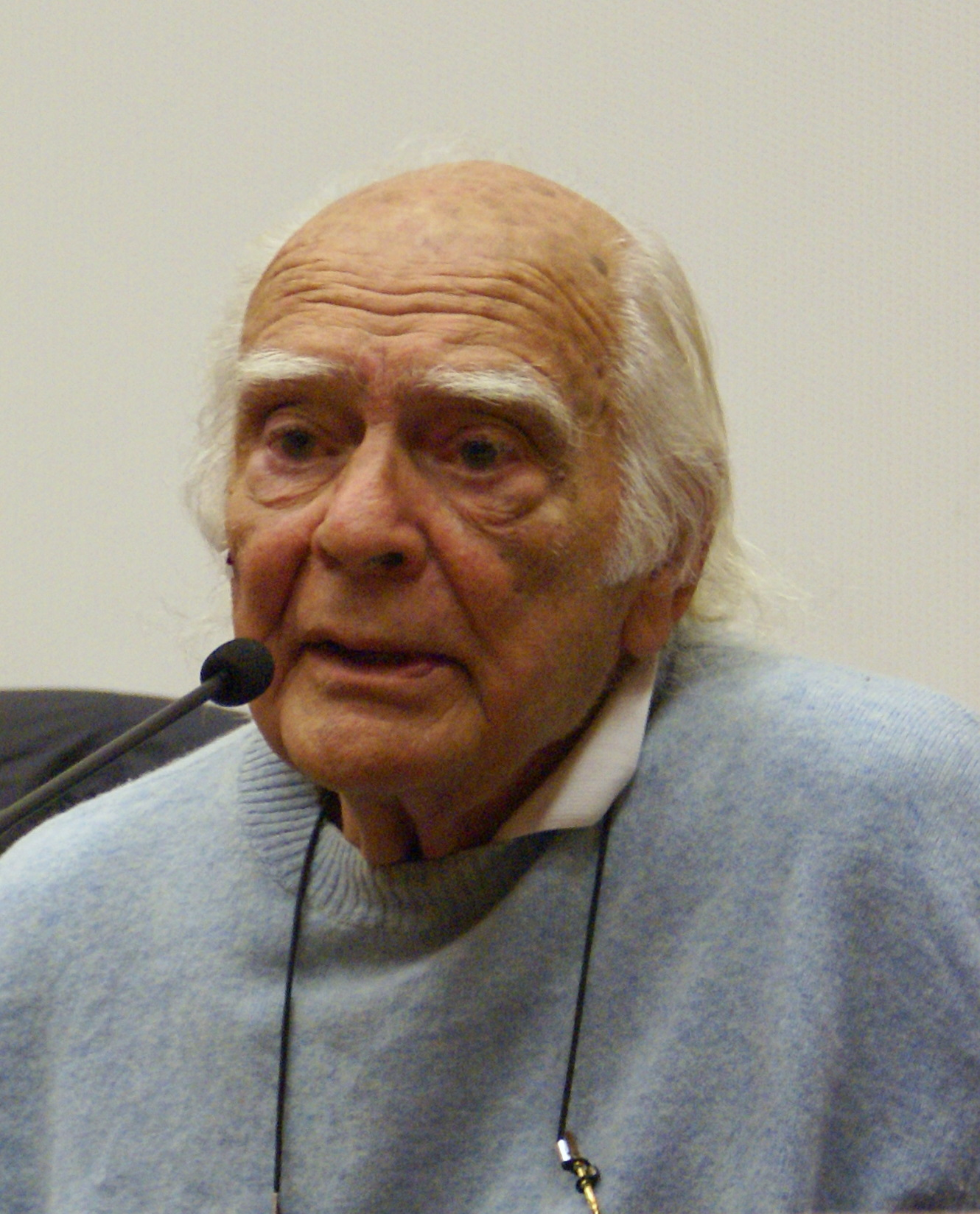
Антонио Исаси-Исасменди

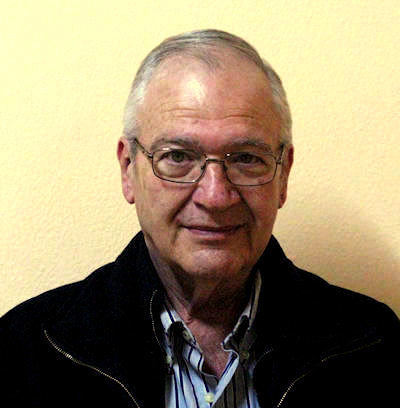
Даниэль Пеер

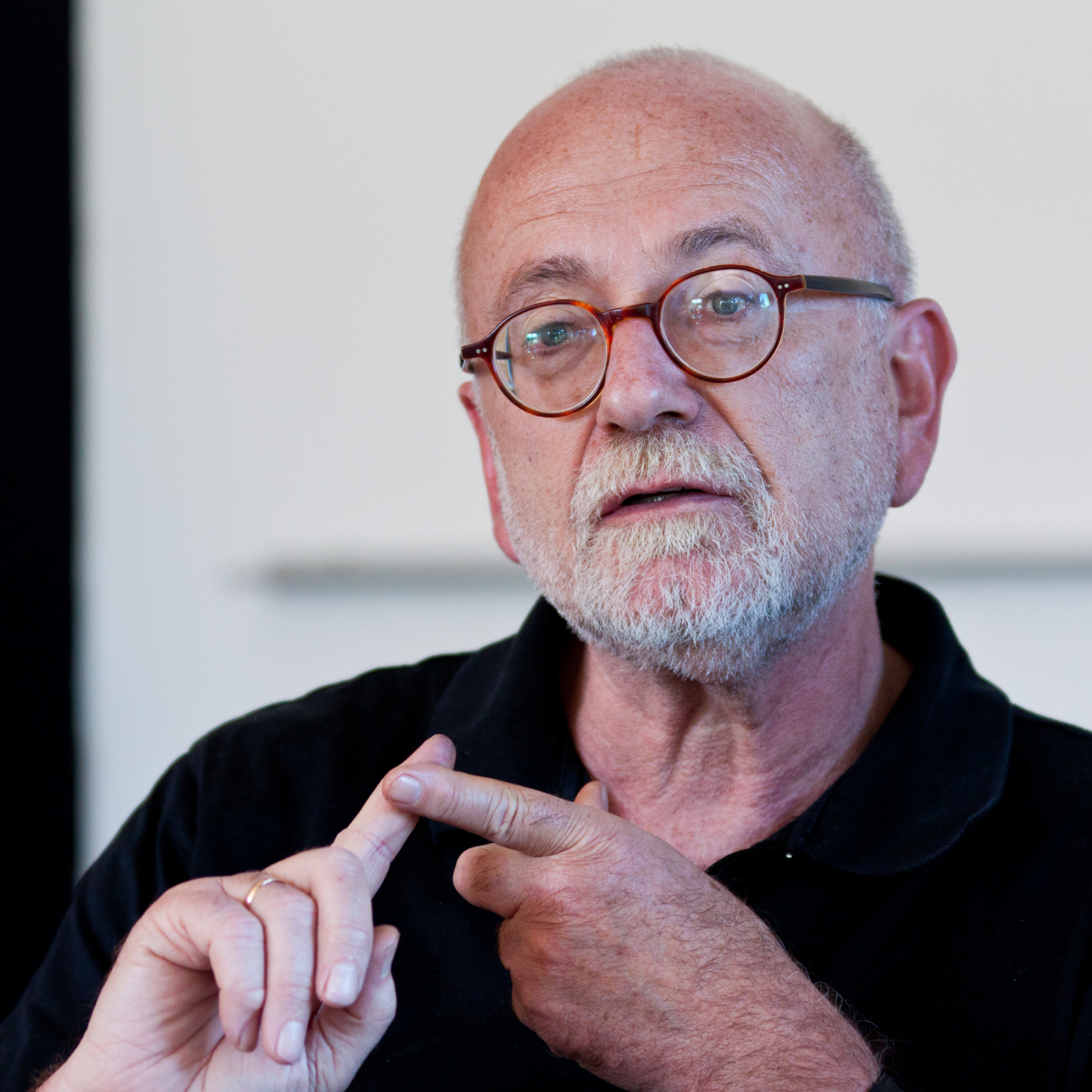
Юрген Рот

- Арифуллин, Алексей Саярович (46) — советский и российский футболист, трёхкратный обладатель Кубка России[25].
- Ван Моливан (90) — камбоджийский архитектор[26].
- Вильнер, Виктор Семёнович (92) — советский и российский художник.
- Гаяускас, Балис (91) — советский диссидент и политзаключённый, литовский политический деятель, депутат Сейма (1992—1996)[27].
- Иванилов, Виктор Дмитриевич (98) — советский спортсмен по пулевой стрельбе, тренер, судья, заслуженный тренер СССР, участник Великой Отечественной войны[28].
- Исаси-Исасменди, Антонио (90) — испанский режиссёр, сценарист и продюсер[29][30].
- Коняев, Николай Иванович (63) — российский писатель, главный редактор альманаха «Эринтур»[31].
- Луна, Карла (38) — мексиканская актриса и певица[32].
- Малиев, Васо Георгиевич (79) — осетинский советский писатель, поэт и драматург[33].
- Молоканов, Анатолий Николаевич (71) — советский и российский писатель, председатель правления Новгородского регионального отделения Союза писателей России[34].
- Марич, Мариетта (87) — американская актриса[35][36].
- Пеер, Даниэль (74) — израильский телеведущий, организатор и ведущий заключительного концерта Евровидения-1979[37].
- Перушич, Желько (81) — югославский футболист, олимпийский чемпион летних Олимпийских игр в Риме (1960), серебряный призёр чемпионата Европы во Франции (1960)[38].
- Рот, Юрген (71) — немецкий публицист и криминальный журналист[39].
- Сумашедов, Борис Владимирович (83) — советский и российский писатель и журналист, исследователь творчества Владимира Арсеньева[40].
- Уитроу, Бенджамин (80) — британский актёр[41].
- Фотедар, Макхен Лал (86) — индийский государственный и политический деятель, федеральный министр, политический секретарь Индиры Ганди и Раджива Ганди (1980—1987)[42].
- Шмидт, Андреас (53) — немецкий актёр[43][44].

## 27 сентября

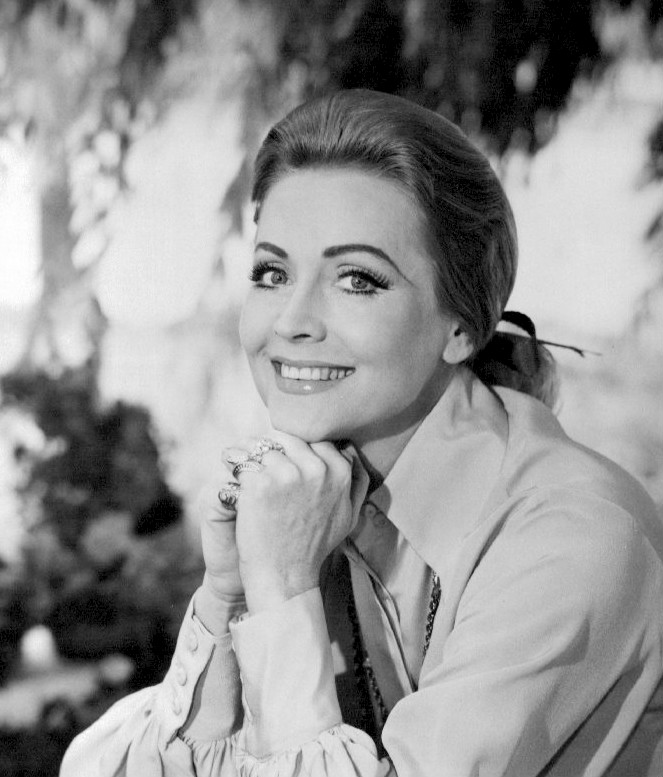
Энн Джефрис

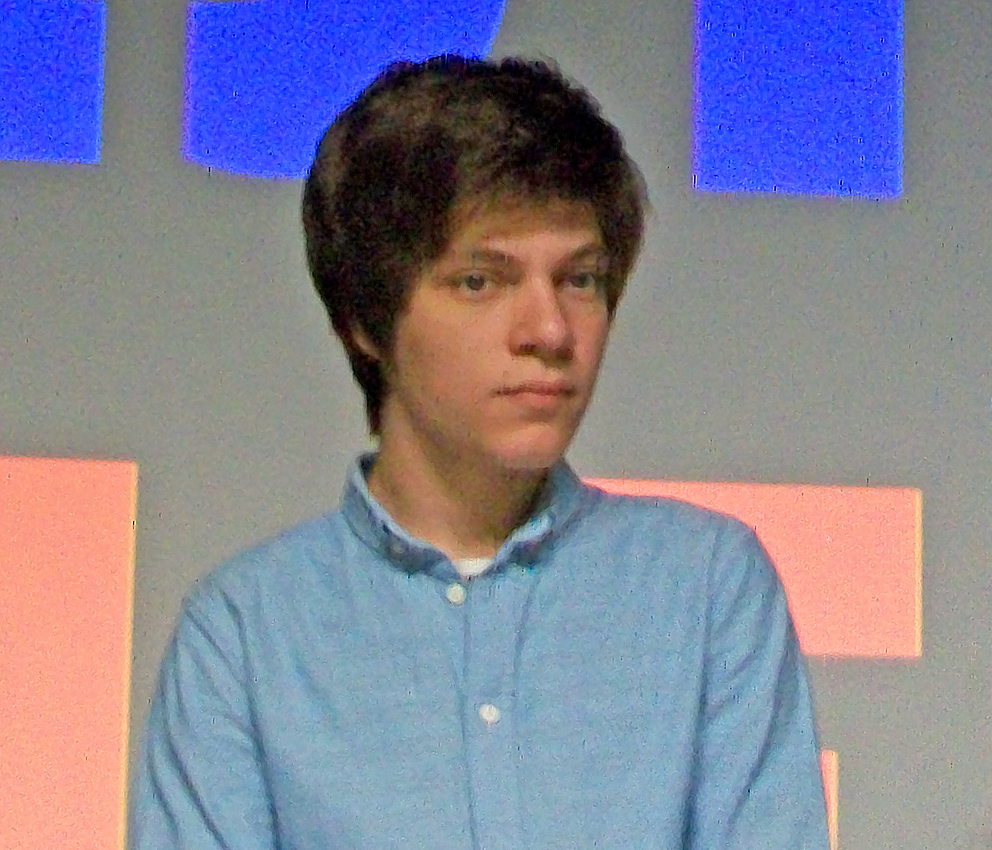
Егор Клинаев

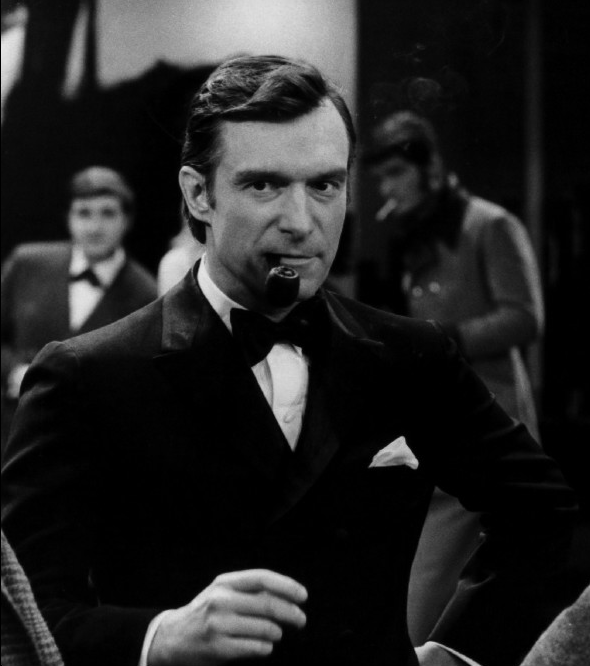
Хью Хефнер

- Банерджи, Дуайжен (68) — индийский актёр[45].
- Барыкин, Константин Константинович (87) — советский и российский писатель и журналист (о смерти стало известно в этот день)[46].
- Боев, Иван Тихонович (92) — советский и российский общественный хозяйственный деятель.
- Васякин, Евгений Алексеевич (79) — советский и казахстанский архитектор[47].
- Гершвилер, Ханс (97) — швейцарский фигурист, серебряный призёр зимних Олимпийских игр в Санкт-Морице (1948)[48].
- Джеффрис, Энн (94) — американская актриса и певица[49].
- Дэвис, Сиделл (91) — американский гитарист и певец[50].
- Зархи, Нина Александровна (71) — советский и российский кинокритик и киновед, дочь кинорежиссёра Александра Зархи[51].
- Зелиньский, Зигмунт (92) — польский военачальник времён ПНР, секретарь Военного совета национального спасения (1981—1983)[52].
- Клинаев, Егор Дмитриевич (18) — российский актёр и певец, телеведущий; ДТП[53].
- Миллер, Ред (Роберт Миллер) (89) — американский футбольный тренер («Бронкос», Денвер)[54].
- Непряхин, Станислав Михайлович (78) — советский и украинский актёр и театральный режиссёр[55].
- Одилов, Ахмаджан (92) — советский партийно-хозяйственный деятель, Герой Социалистического Труда (1965), фигурант «хлопкового дела»[56]
- Паллаев, Душанбе (67) — советский и таджикский певец, народный артист Таджикистана[57].
- Папкович, Георгий Владимирович (70) — советский футболист[58].
- Попова, Зинаида Даниловна (88) — советский и российский филолог, доктор филологических наук, профессор, заслуженный деятель науки РФ, основатель научной школы[59].
- Ружичкова, Зузана (90) — чешская клавесинистка еврейского происхождения, узница Терезиенштадта и Освенцима[60] Архивная копия от 29 сентября 2017 на Wayback Machine.
- Спаллино, Антонио (92) — итальянский фехтовальщик, чемпион и бронзовый призёр летних Олимпийских игр в Мельбурне (1956), серебряный призёр Олимпийских игр в Хельсинки (1952)[61].
- Флеминг, Джой (72) — немецкая певица[62].
- Хаякава, Хироми (34) — мексиканская актриса и певица японского происхождения[63].
- Хефнер, Хью (91) — американский издатель, основатель и шеф-редактор журнала «Playboy»[64].
- Чапало, Владимир Петрович (69) — советский и российский мотогонщик и тренер, мастер спорта СССР международного класса[65].
- Шейнин, Борис Соломонович (89) — советский и российский сценарист и кинорежиссёр[66].

## 26 сентября

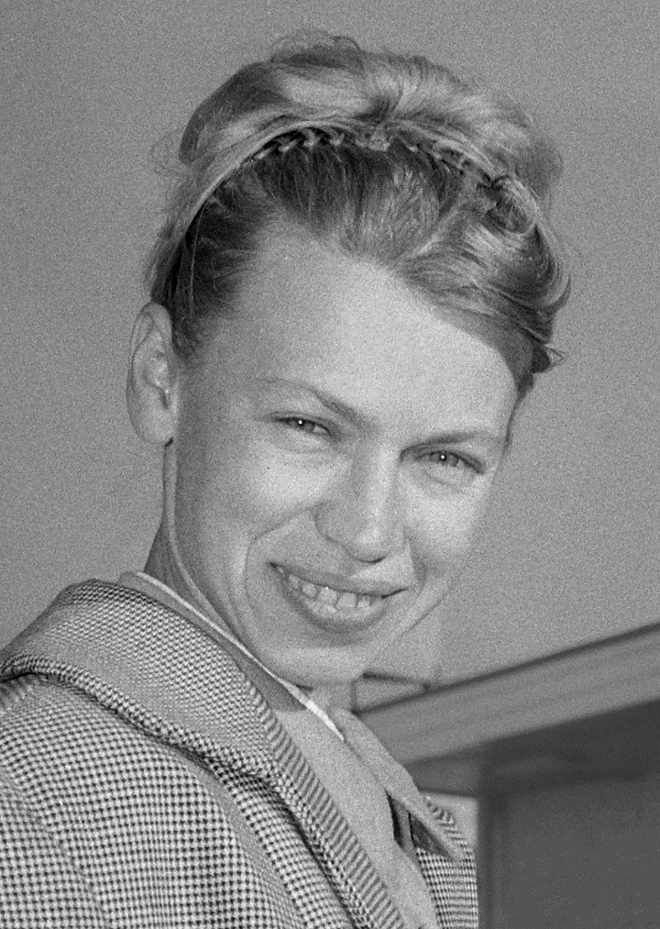
Людмила Белоусова

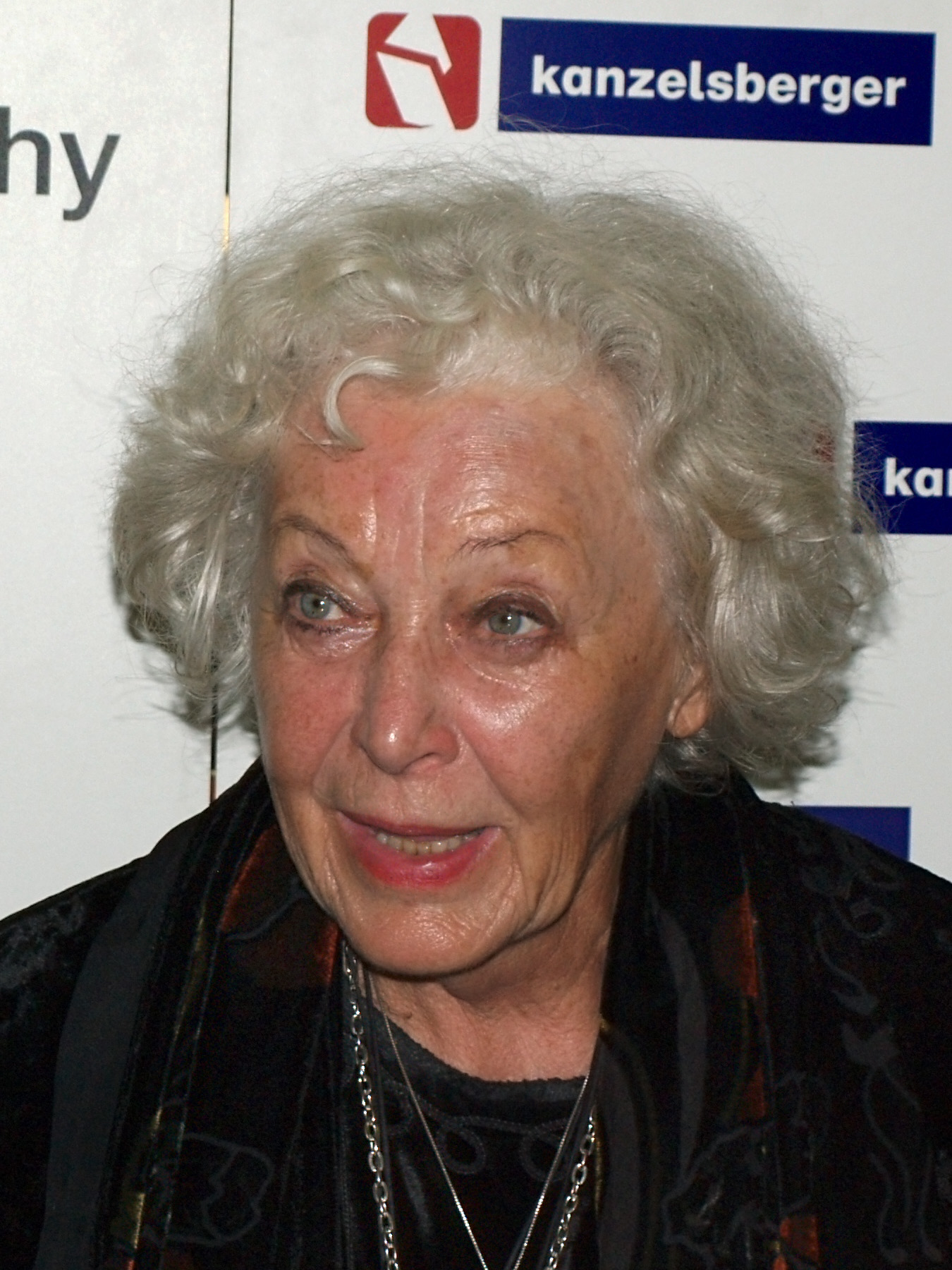
Квета Фиалова

- Абгольц, Виктор Алексеевич (73) — советский футболист, казахстанский футбольный арбитр, судья всесоюзной категории по футболу, мастер спорта СССР[67].
- Белоусова, Людмила Евгеньевна (81) — советская фигуристка, двукратная олимпийская чемпионка в паре с Олегом Протопоповым[68].
- Деннен, Барри (79) — американский певец и актёр[69].
- Каплан, Мортон (96) — американский профессор политических наук, специалист международных отношений, геополитик[70].
- Кононович, Эдвард Владимирович (86) — советский и российский астроном[71].
- Лукашев, Виктор Петрович (68) — украинский художник и архитектор (похороны состоялись в этот день)[72].
- Погребинский, Соломон Бениаминович (93) — украинский советский учёный и инженер-кибернетик, разработчик отечественных ЭВМ; доктор технических наук, профессор, лауреат Государственных премий СССР (1968) и УССР [?].
- Самойленко, Пётр Иванович (81) — российский педагог, член-корреспондент РАО (2005)[73].
- Степан, Альфред (81) — американский политолог[74].
- Фиалова, Квета (88) — чешская актриса[75].
- Черкасов, Геннадий Васильевич (67) — советский и российский оперный певец (баритон), солист Кубанского казачьего хора (с 1970 года), народный артист Российской Федерации (2009); погиб[76].
- Юнникова, Наталия Александровна (37) — российская киноактриса и телеведущая[77].

## 25 сентября

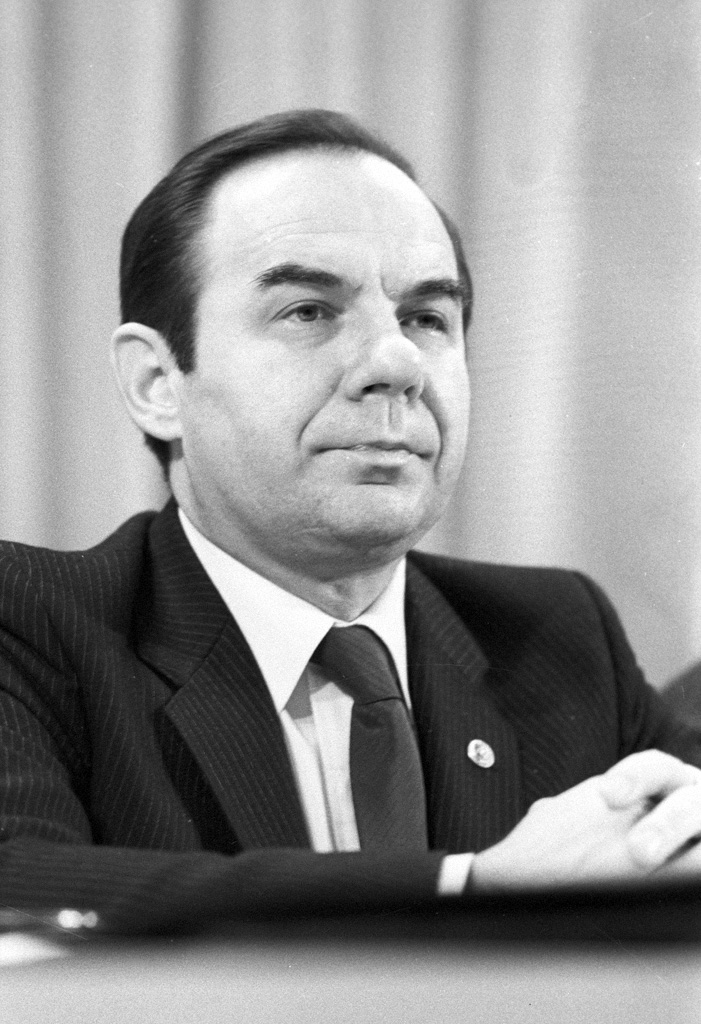
Анатолий Громыко

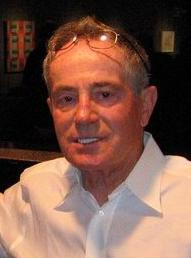
Ян Тршиска

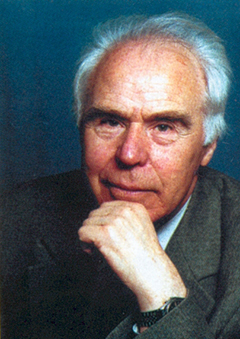
Николай Чернышов

- Басси, Карло[итал.] (94) — итальянский архитектор и искусствовед[78].
- Бассиани, Шериф (79) — египетский юрист и правозащитник[79].
- Бут, Энтони (85) — британский актёр[80].
- Гребинг, Хельга (87) — немецкий историк[81].
- Громыко, Анатолий Андреевич (85) — советский и российский дипломат и экономист, член-корреспондент РАН (1991; член-корреспондент АН СССР с 1981), сын государственного деятеля Андрея Громыко[82].
- Гросицкий, Андрей Борисович (82) — советский и российский художник-авангардист[83].
- Джонс, Анерин (87) — британский художник[84].
- Доун, Элизабет (77) — британская актриса[85].
- Караманов, Узакбай Караманович (80) — советский и казахский государственный и политический деятель, председатель Совета Министров Казахской ССР (1989—1990), депутат Мажилиса парламента Казахстана[86].
- Куилл, Тим (54) — американский актёр[87].
- Мамба, Леонард (65—66) — конголезский государственный деятель, министр здравоохранения (1997—2001), министр высшего образования и университетов (2008—2012)[88].
- Натт, Бобби (71) — британский актёр[89].
- Палмер, Грант (77) — американский писатель[90].
- Палапрат, Джерард (67) — французский певец и автор песен[91].
- Рабе, Фольке (81) — шведский композитор[92].
- Садху, Арун (76) — индийский писатель[93].
- Самсонов, Владимир Павлович (89) — советский и белорусский учёный в области растениеводства, иностранный член РАН (2014; член-корреспондент ВАСХНИЛ с 1991)[94].
- Тршиска, Ян (80) — чешский и американский актёр и диссидент[95].
- Уоттс, Элейн (85) — американский музыкант[96].
- Чернышов, Николай Михайлович (84) — советский и российский геолог, член-корреспондент РАН (1994), заведующий кафедрой минералогии, петрографии и геохимии Воронежского государственного университета[97].
- Шеперд, Фредди (76) — британский бизнесмен, президент английского футбольного клуба «Ньюкасл Юнайтед» (1997—2007)[98].

## 24 сентября

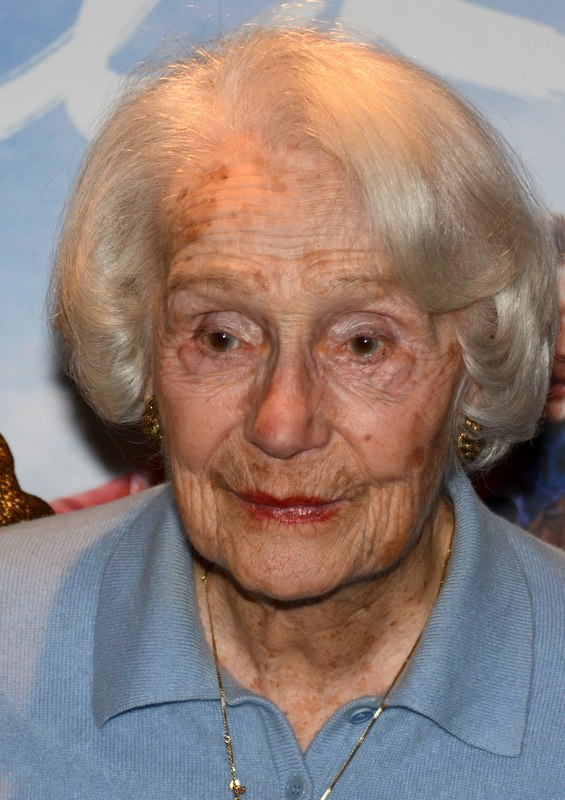
Жизель Казадезюс

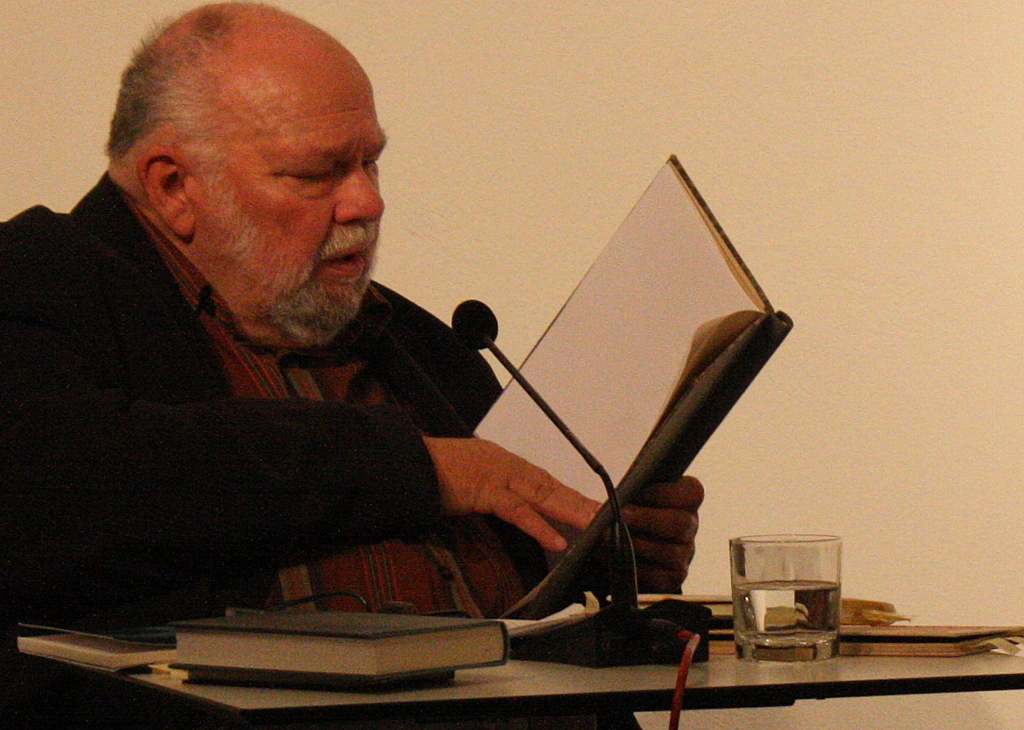
Кито Лоренц

- Баишева, Феврония Алексеевна (92) — советский и российский якутский хормейстер, художественный руководитель хора Гостелерадио Якутии (1951—1988), народная артистка Республики Саха (Якутия)[99].
- Бенавидес, Вашингтон (87) — уругвайский поэт и музыкант[100].
- Гольдштейн, Роберт Вениаминович (77) — советский и российский наномеханик, член-корреспондент РАН (2008), заслуженный деятель науки Российской Федерации (2008)[101].
- Диренфурт, Норман (99) — австрийский и американский альпинист и кинооператор[102].
- Зиятдинов, Азат Шаймуллович (78) — советский и российский татарский химик, доктор технических наук, профессор, вице-президент Академии наук Республики Татарстан[103].
- Иннаурато, Альберт (70) — американский писатель, драматург и сценарист[104].
- Казадезюс, Жизель (103) — французская актриса[105].
- Лайсека, Карлос (86) — перуанский врач и государственный деятель, министр здравоохранения (1990—1991)[106] Архивная копия от 28 сентября 2017 на Wayback Machine.
- Лоренц, Кито (79) — лужицкий писатель[107].
- Рид, Кит (85) — американская писательница[108].
- Родченко, Октябрина Павловна (88) — советский и российский биолог, политический и общественный деятель, главный научный сотрудник Научно-исследовательского института биологии при Иркутском государственном университете, член Общественной палаты Иркутской области, почётный гражданин Иркутска[109].
- Смык, Владимир Филиппович (76) — советский и российский писатель[110].
- Храпачёв, Вадим Юрьевич (70) — советский и украинский композитор, заслуженный деятель искусств Украины[111].

## 23 сентября

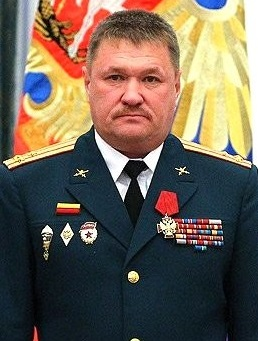
Валерий Асапов

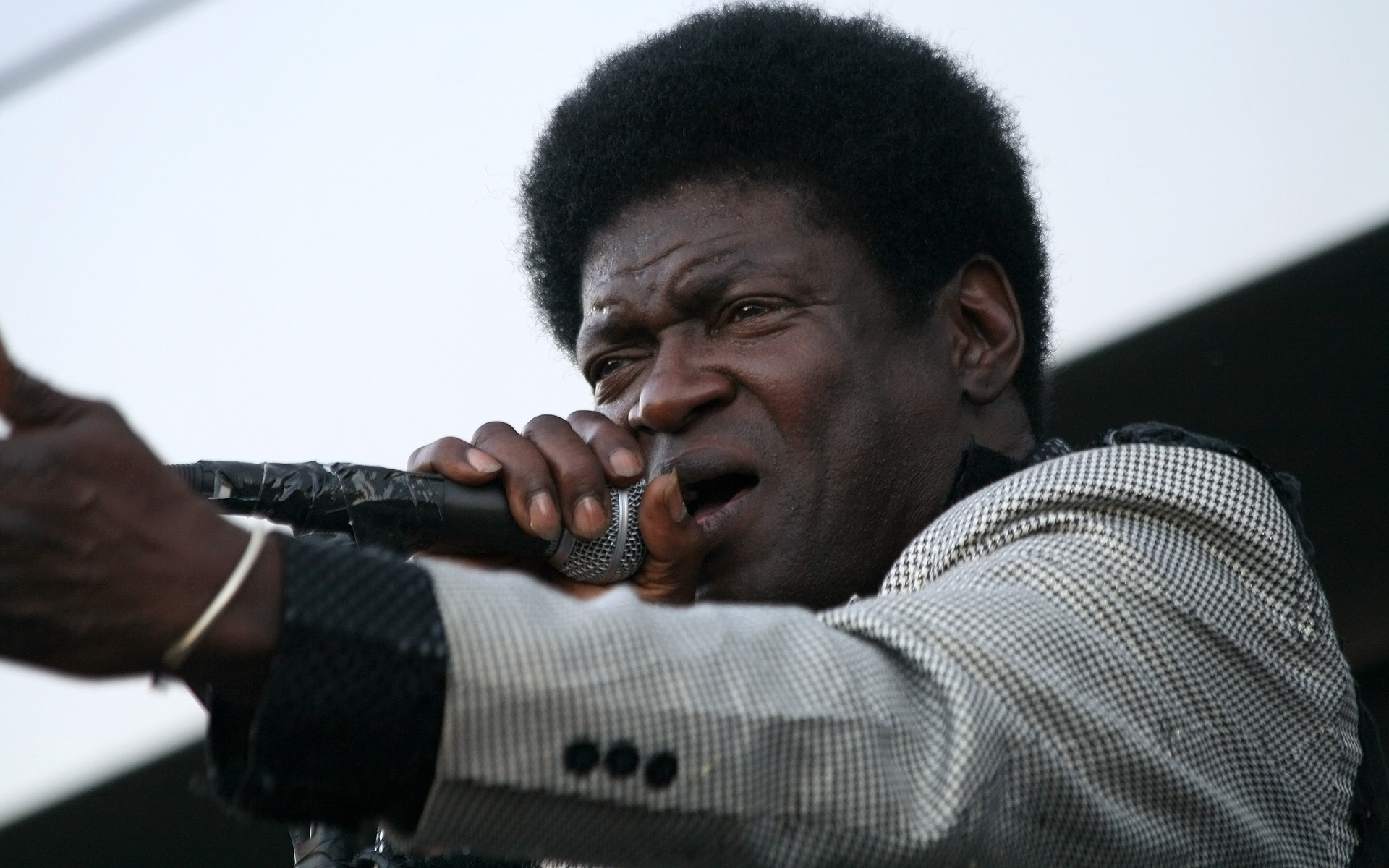
Чарльз Брэдли

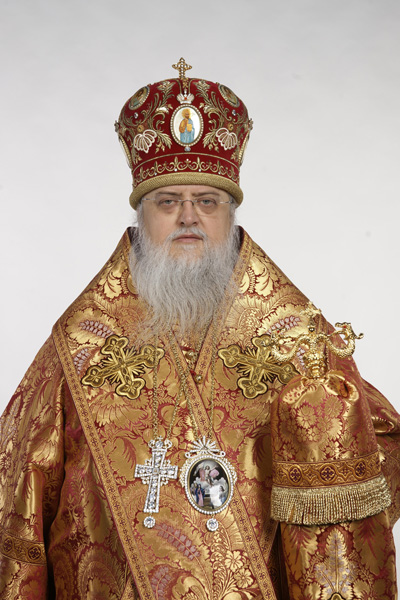
Ириней (Семко)

- Архипов, Юрий Иванович (74) — советский и российский писатель, публицист, литературный переводчик и германист[112].
- Асапов, Валерий Григорьевич (51) — российский военачальник, командующий 5-й общевойсковой армией (с 2016 года), генерал-лейтенант; убит[113].
- Брэдли, Чарльз (68) — американский певец[114].
- Голдстон, Роберт (88) — американский продюсер («Убийство по приказу»)[115].
- Декмин, Джо (86) — бельгийский театральный режиссёр[116].
- Ириней (Семко) (54) — архиерей Украинской православной церкви Московского патриархата, митрополит Нежинский и Прилукский (с 2008 года)[117].
- Карбонелль, Лорето (84) — филиппинский баскетболист[118].
- Кацман, Алексей Иосифович (70) — советский и украинский футболист, футбольный тренер и арбитр[119].
- Курдиков, Аркадий Нилович (80) — советский и российский фотохудожник[120].
- Макеев, Дмитрий Алексеевич (80) — советский и российский историк и деятель образования, доктор исторических наук, профессор, ректор Владимирского государственного педагогического университета (1988—2007)[121].
- Радев, Петко (84) — болгарский кларнетист[122].
- Стоянович, Урош (44) — сербский и американский кинорежиссёр, сын актёра Федже Стояновича[123].
- Субраманиан, Прадип (32) — сингапурский бодибилдер и спортивный функционер, президент Всемирной федерации бодибилдинга и физического спорта[124].
- Татишвили, Цисана Бежановна (79) — советская и грузинская оперная певица (сопрано), педагог, народная артистка СССР (1979)[125].
- Толмачёв, Виктор Егорович (78) — советский хоккеист, четырёхкратный чемпион СССР; убит (тело обнаружено в этот день)[126].
- Феркинс, Сет (36) — американский звукорежиссёр[127].

## 22 сентября

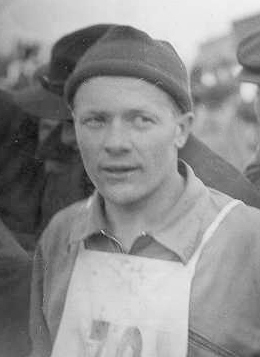
Пааво Лонкила

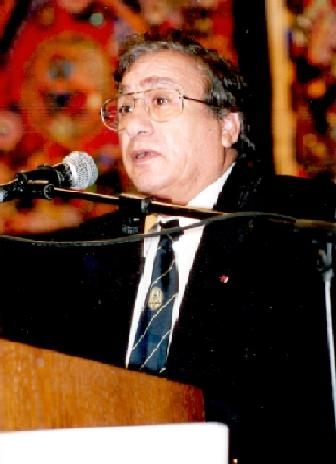
Шмуэль Море

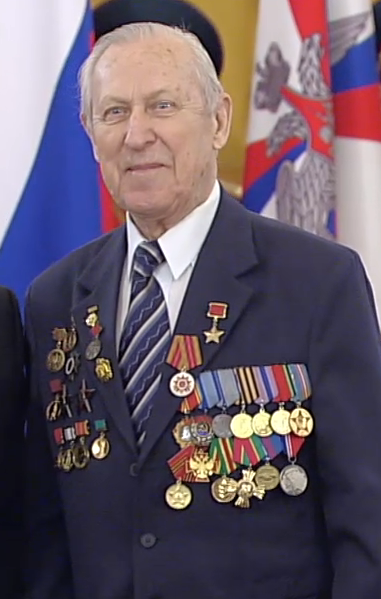
Борис Рунов

- Айки, Эрик (62) — американский певец (Corrosion of Conformity)[128].
- Акеф, Махди (89) — египетский религиозный и политический деятель, лидер «Братьев-мусульман» (2004—2010)[129].
- Брайт, Майк (79) — американский гандболист, серебряный призёр Панамериканских игр (1963)[130].
- Ганюшкин, Юрий Викторович (68) — советский и российский театральный актёр, заслуженный артист Украинской ССР (www.kino-teatr.ru/teatr/acter/m/sov/341475/bio/)[неавторитетный источник].
- Карр, Майкл (79) — британский джазовый органист, пианист и вибрафонист[131].
- Константинов, Михаил Михайлович (80) — советский и российский геолог, доктор геолого-минералогических наук, профессор, лауреат премии имени В. А. Обручева (1991)[132].
- Куут, Уку (50) — советский и эстонский композитор, музыкант и продюсер[133].
- Ли Юнпин (70) — тайваньский писатель, лауреат национальной премии (2016)[134].
- Лонкила, Пааво (94) — финский лыжник, чемпион зимних Олимпийских игр в Осло (1952), призёр чемпионата мира (1950)[135].
- Море, Шмуэль (84) — израильский писатель[136].
- Пашков, Геннадий Леонидович (78) — советский и российский учёный-металлург, член-корреспондент РАН (2000)[137].
- Рунов, Борис Александрович (92) — советский и российский учёный-аграрий, академик РАН (2013; академик ВАСХНИЛ с 1988), Герой Советского Союза (1945), участник Великой Отечественной войны[138].
- Тарп, Аммон (75) — американский певец и музыкант[139].
- Тулякова-Афанасьева, Галина Александровна (83) — советская гандболистка и тренер, неоднократная чемпионка СССР, победитель Кубка европейских чемпионов (1963), капитан сборной СССР по гандболу[140].
- Уисби, Глен (45) — американский баскетболист, выступавший за УНИКС (Казань) (2000—2001)[141].
- Фишер, Данк (90) — канадский хоккеист («Нью-Йорк Рейнджерс», «Бостон Брюинз», «Детройт Ред Уингз»)[142].
- Янкелович, Дэниел (92) — американский социолог[143].

## 21 сентября
- Алексенский, Юрий Никонович (67) — советский и украинский спортсмен, чемпион Европы и 12-кратный победитель Кубка Европы по мотоболу[144].
- Аллингтон, Эдвард (66) — британский художник[145].
- Бергман, Сес (65) — нидерландский певец[146].
- Беттанкур, Лилиан (94) — французская предпринимательница и меценат[147].
- Доброносов, Николай Иванович (91) — советский передовик производства, токарь Копейского машиностроительного завода имени С. М. Кирова, Герой Социалистического Труда (1971)[148].
- Круликевич, Гжегож (78) — польский режиссёр театра и кино, сценарист и монтажёр, член Польской киноакадемии[пол.][149].
- Нива, Морис (79) — французский учёный в области информатики и компьютерных наук[150].
- Остапенко, Леонид Павлович (80) — советский и российский художник-пейзажист, педагог[151]. Ильницкий, Евгений Юрьевич — российский рэп-исполнитель.
- Ильницкий, Евгений (Shot) (27) — русский рэпер[152]

## 20 сентября

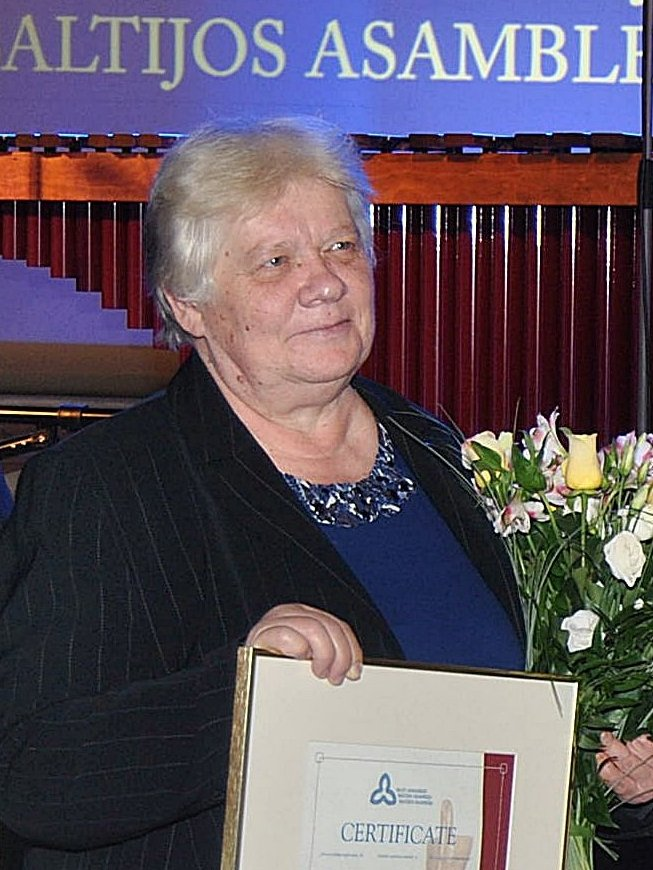
Эне Михкельсон

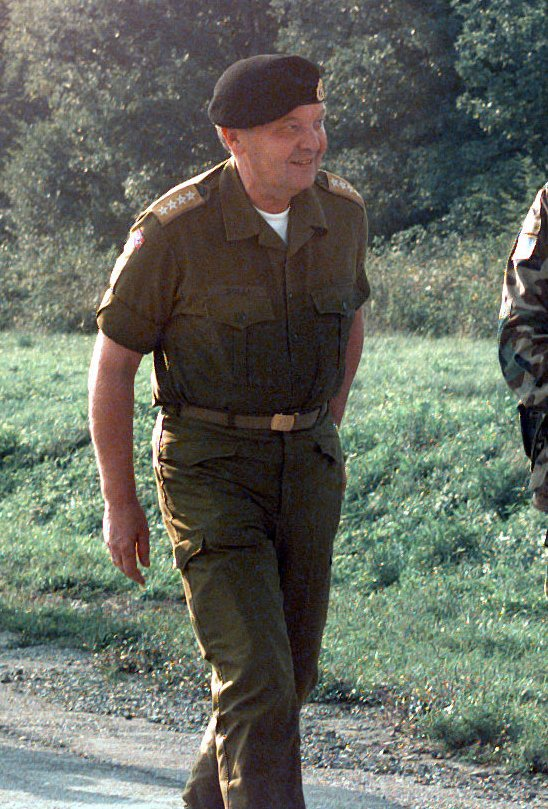
Арне Солли

- Волков, Юрий Иванович (76) — советский и российский художник, заслуженный художник Российской Федерации (2001)[153].
- Забазный, Николай Павлович (69) — советский и российский хирург-онколог, заслуженный врач Российской Федерации (2008), лауреат национальной премии «Призвание» (2014)[154].
- Казарезов, Владимир Васильевич (80) — советский и российский политический деятель, писатель, первый секретарь Новосибирского обкома КПСС (1988—1989)[155].
- Михкельсон, Эне (72) — эстонская поэтесса и прозаик, литературный критик[156].
- Николсон, Джон (75) — новозеландский автогонщик[157].
- Рабичев, Леонид Николаевич (94) — российский поэт, график, живописец, писатель-мемуарист[158].
- Солли, Арне (79) — норвежский военный и государственный деятель, министр обороны (1994—1999)[159].
- Солнцева, Римма Гавриловна (87) — советская и российская актриса и педагог, заслуженный деятель искусств Российской Федерации (2009)[160].
- Уханов, Иван Сергеевич (77) — советский и российский писатель[161].
- Шакила (82) — индийская киноактриса[162].

## 19 сентября

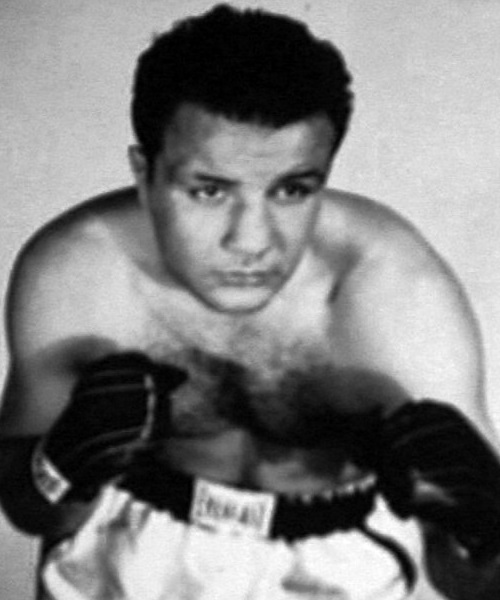
Джейк Ламотта

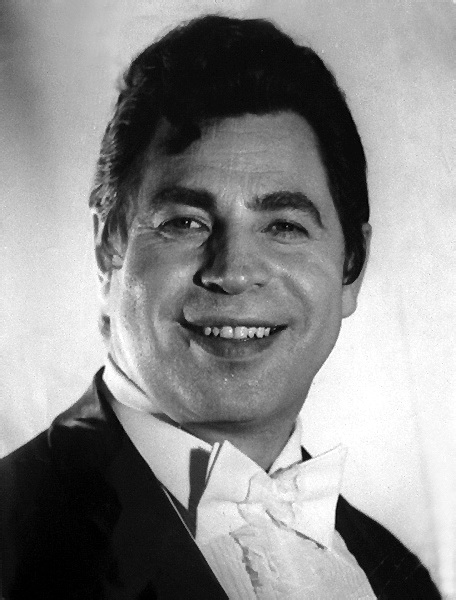
Леонид Харитонов

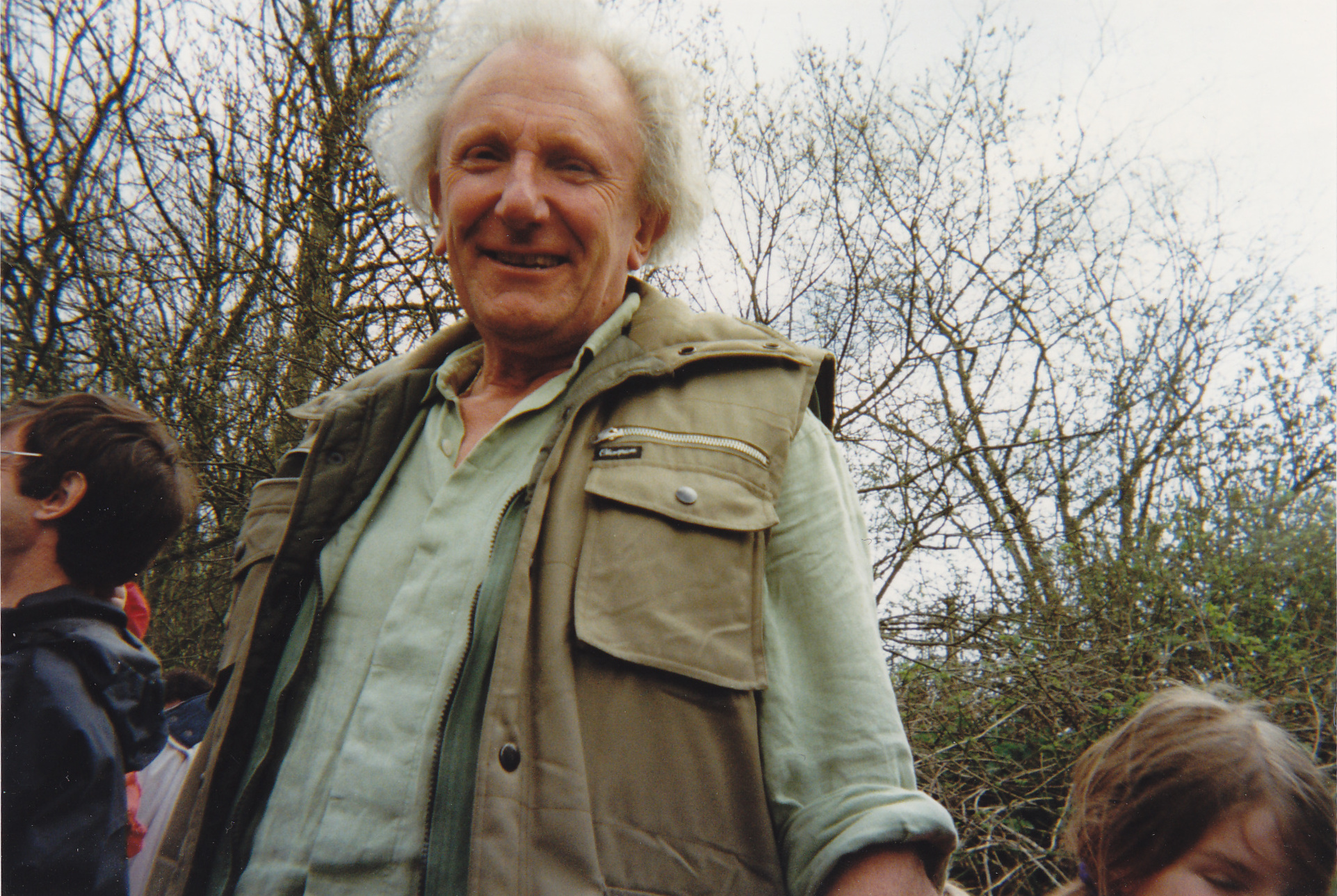
Дэвид Шеперд

- Борукаев, Батраз Магометович (78) — советский борец, судья, полковник в отставке[163].
- Кейси, Берни (78) — американский киноактёр[164].
- Коновалов, Вадим Сергеевич (83) — советский и российский саксофонист и композитор, заслуженный работник культуры Российской Федерации (2000)[165].
- Ламотта, Джейк (95) — американский боксёр, экс-чемпион мира в среднем весе[166].
- Лесяк, Евгений Викторович (88) — советский и украинский каноист и тренер по гребле на байдарках и каноэ, заслуженный тренер УССР (1967), заслуженный работник физической культуры и спорта Украины (2009)[167].
- Мельников, Василий Степанович (74) — советский и российский горнолыжник, чемпион СССР, участник зимних Олимпийских игр в Инсбруке (1964) и Гренобле (1968), отец спортивного функционера Леонида Мельникова[168].
- Натили, Массимо (82) — итальянский автогонщик[169].
- Сальседо, Хосе (68) — испанский монтажёр, трёхкратный лауреат премии «Гойя» (1989, 1996, 2000)[170].
- Сигюрдюр Паулссон (69) — исландский писатель[171].
- Харитонов, Леонид Михайлович (84) — советский и российский певец (баритональный бас), солист Ансамбля песни и пляски Советской Армии им. А. В. Александрова (1953—1972), народный артист РСФСР (1986)[172].
- Шеперд, Дэвид (86) — британский художник[173].
- Якубик, Мария (70) — польский тренер по плаванию[174].

## 18 сентября

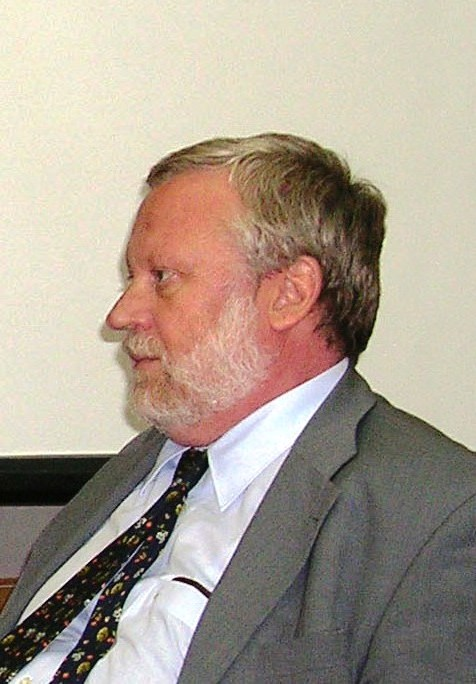
Виктор Кременюк

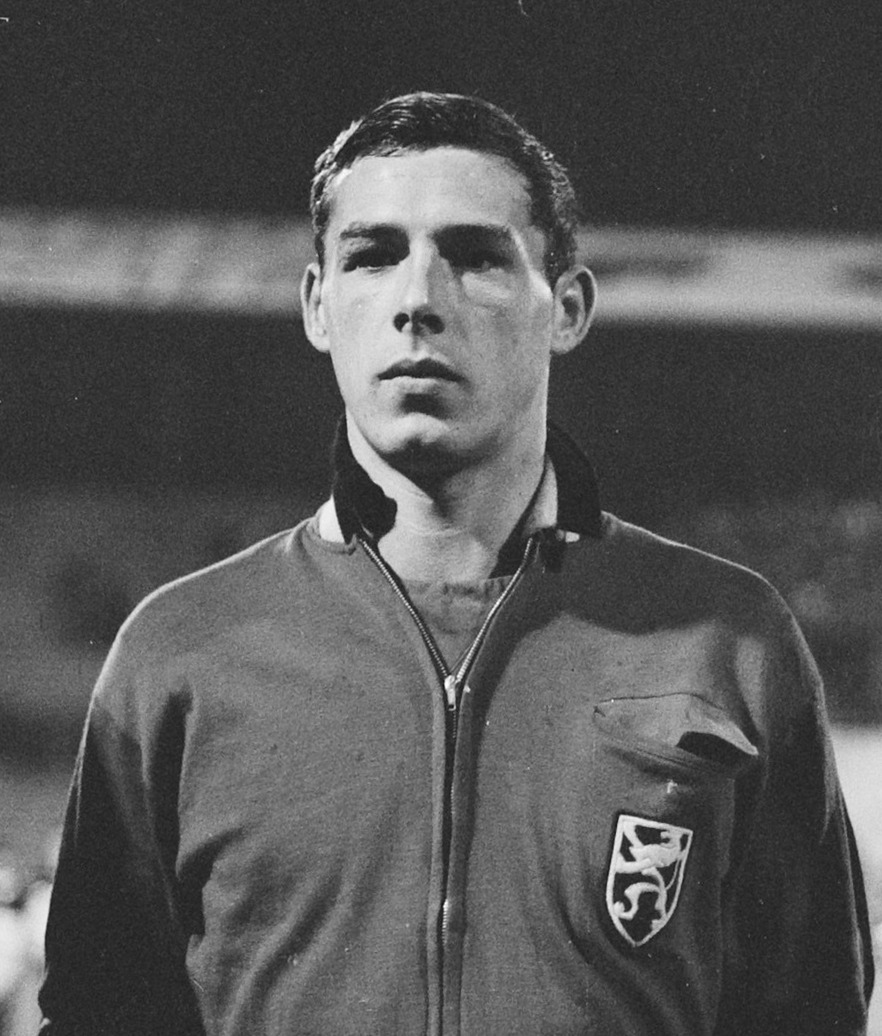
Жан Пласки

- Ватанабэ, Кэндзи (48) — японский пловец, участник летних Олимпийских игр в Лос-Анджелесе (1984), Сеуле (1988) и Барселоне (1992)[175].
- Грей, Пол Эдвард (85) — американский деятель образования, президент Массачусетского технологического института (1980—1990)[176].
- Дометиан (Топузлиев) (84) — епископ Болгарской Православной Церкви, митрополит Видинский (с 1987 года)[177].
- Егорович, Вячеслав Владимирович (71) — советский футболист, генеральный директор клуба ветеранов ФК «Спартак», мастер спорта СССР (1971)[178].
- Керимов, Мовлуд Керимович (92) — советский и российский математик, доктор физико-математических наук, заместитель главного редактора журнала «Вычислительная математика и математическая физика» (с 1961 года)[179].
- Кондратьев, Александр Андреевич (70) — советский и российский государственный и политический деятель, глава администрации Пензенской области (1991—1993)[180].
- Кременюк, Виктор Александрович (76) — советский и российский политолог, заместитель директора Института США и Канады РАН, лауреат Государственной премии СССР, член-корреспондент РАН (2011)[181].
- Леоненко, Иван Фёдорович (89) — советский и украинский тренер по лёгкой атлетике, заслуженный тренер СССР (1990)[182].
- Лоу, Чак (89) — американский актёр[183].
- Махай, Юлиус (85) — словацкий художник[184].
- Пласки, Жан (76) — бельгийский футболист, игрок «Андерлехта» и национальной сборной, четырёхкратный чемпион Бельгии[185].
- Рандгава, Афзал (80) — пакистанский писатель[186].
- Селби, Марк (56) — американский музыкант, автор-исполнитель[187].
- Соткилава, Зураб Лаврентьевич (80) — советский, грузинский и российский оперный певец (тенор), педагог, профессор Московской консерватории, солист Большого театра, народный артист СССР (1979)[188].
- Стрижак, Олег Николаевич (67) — российский писатель, брат телеведущей Вероники Стрижак[189].
- Тёрнер, Пит (83) — американский фотограф[190].
- Уилсон, Пол (66) — шотландский футболист («Селтик»), чемпион Шотландии (1973—1974, 1976—1977)[191].
- Хаммер, Бен (92) — американский актёр[192].
- Хорнер, Пол (38) — американский писатель, «пионер фальшивых новостей»[193].

## 17 сентября

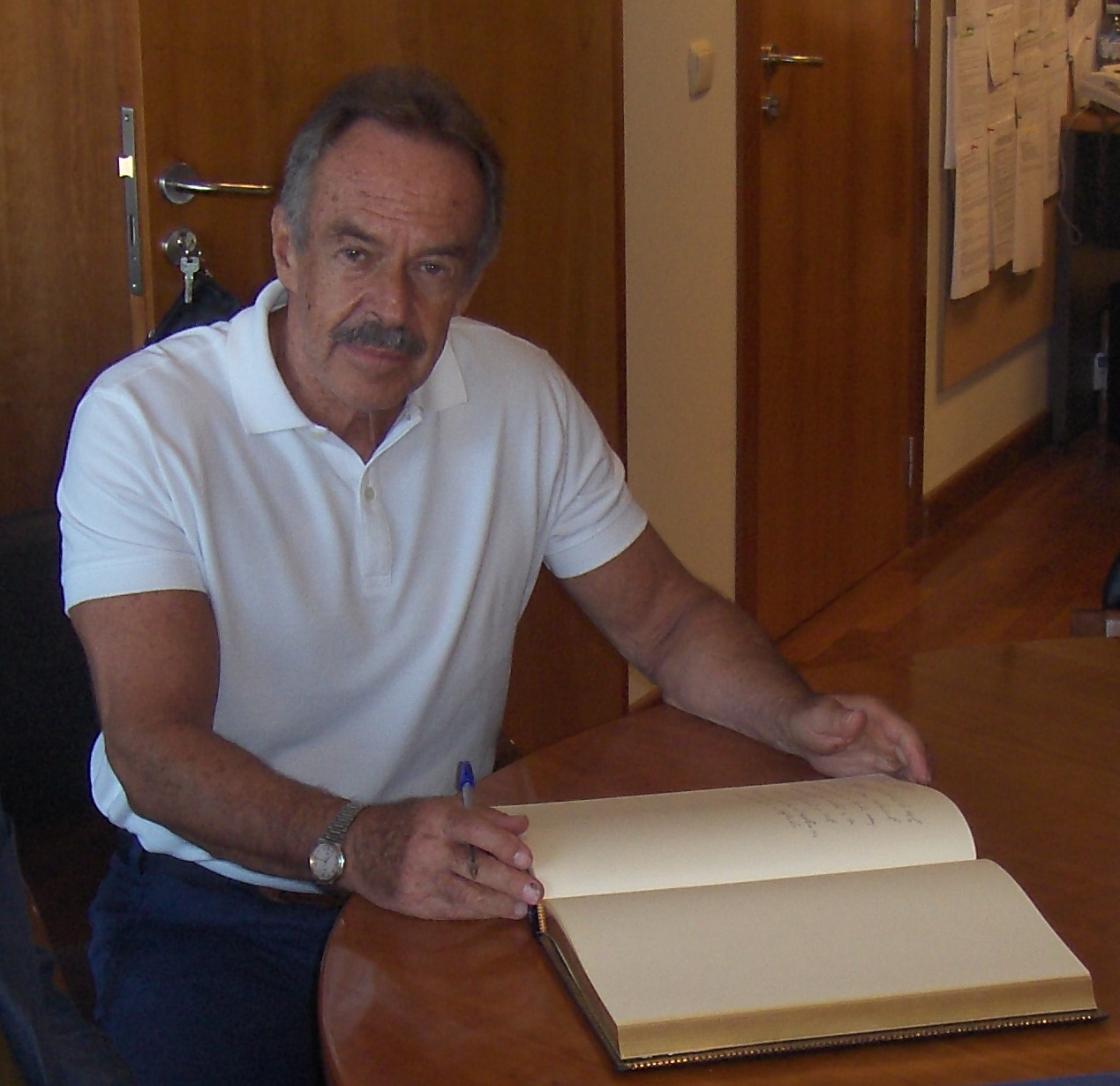
Рене Колин

Бронислав Майнагашев

- Берселлини, Эудженио (81) — итальянский футболист и тренер[194].
- Василюк, Фёдор Ефимович (63) — советский и российский психотерапевт, доктор психологических наук, заведующий кафедрой индивидуальной и групповой психотерапии Московского городского психолого-педагогического университета (1997—2012)[195].
- Гинзбург, Кейт (60) — американский продюсер[196].
- Ёжиков, Иван Григорьевич (79) — российский общественный деятель, писатель, эколог, краевед, журналист и публицист[197].
- Железкин, Станислав Фёдорович (65) — советский и российский актёр-кукольник, художественный руководитель Мытищинского театра кукол «Огниво» (с 1992 года), народный артист Российской Федерации (2008)[198].
- Иньиго, Карлос (56) — мексиканский актёр и мастер дубляжа[199].
- Кишиев, Юрий Михайлович (77) — советский борец, шестикратный чемпион РСФСР, многократный призёр чемпионатов СССР, заслуженный тренер РСФСР по вольной борьбе (1991)[200].
- Колин, Рене (80) — мексиканский физиолог, президент Мексиканской академии наук (2000—2002)[201].
- Лебедько, Владимир Георгиевич (85) — советский подводник, контр-адмирал[202].
- Майнагашев, Бронислав Семёнович (91) — советский моряк, контр-адмирал[203].
- Нейгауз, Генрих Станиславович (56) — советский и израильский пианист, сын Станислава Нейгауза, внук Генриха Нейгауза[204].
- Нуйкин, Андрей Александрович (86) — советский и российский литературный критик, писатель, публицист[205].
- Де Оливейра, Лаудир (77) — бразильский музыкант и продюсер[206].
- Росич, Гага (64) — сербская и греческая писательница и литературный переводчик[207].
- Тарасов, Геннадий Алексеевич (79) — советский и российский военачальник, заместитель начальника штаба Тыла Вооружённых Сил СССР (?—1987), генерал-майор в отставке[208].
- Фармер, Сюзен (75) — британская актриса[209][210].
- Хамид (Хамидуллин), Ризван Мирхабибуллович (75) — советский и российский татарский драматург, председатель правления Союза писателей Татарской АССР (1985—1986)[211].

## 16 сентября

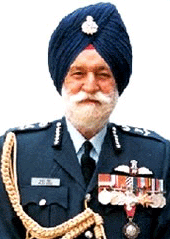
Арджан Сингх

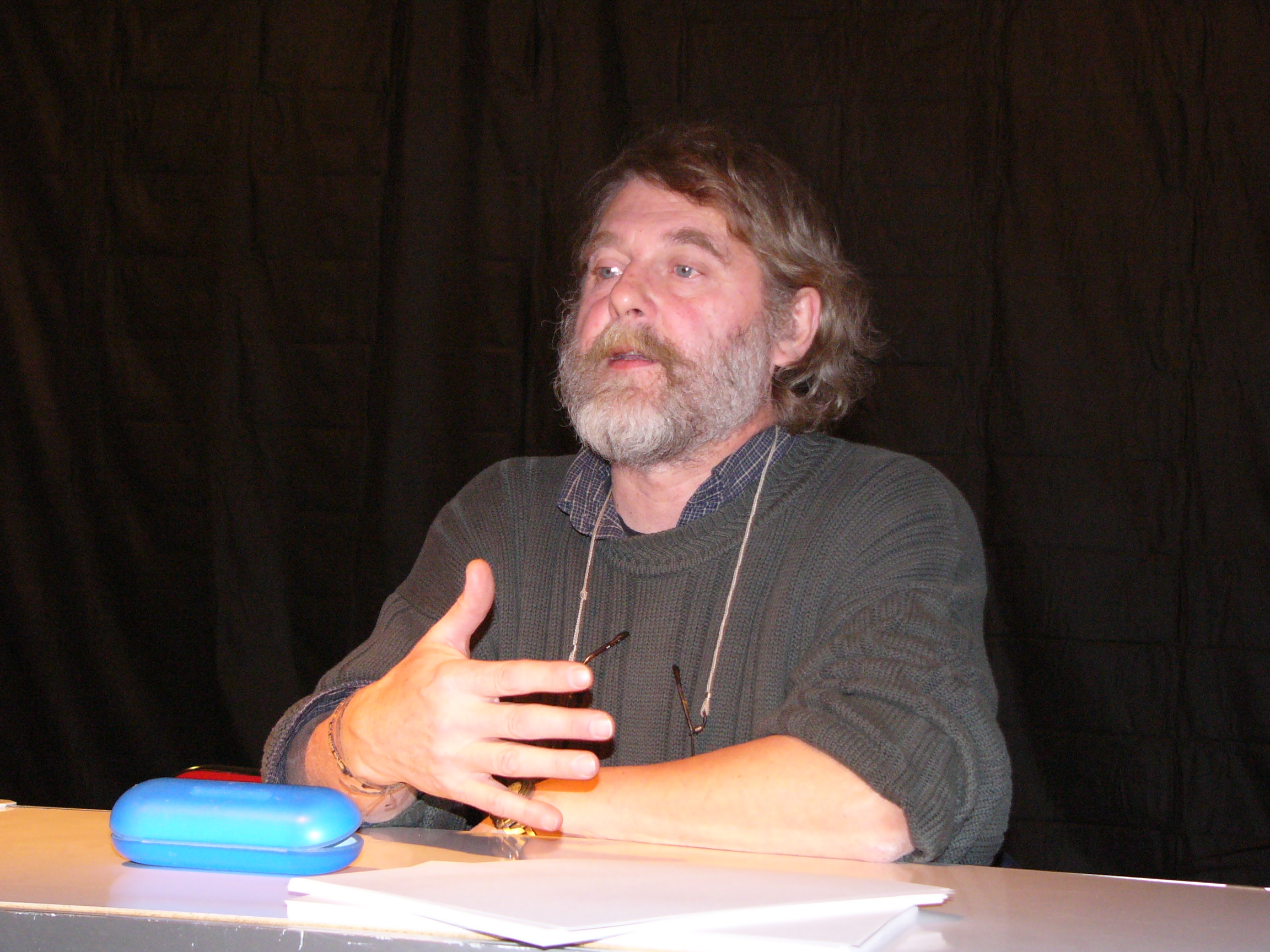
Петр Шабах

- Галлова, Ольга (85) — словацкая артистка оперетты, солистка театра «Новая сцена» (Братислава) (1953—1991)[212].
- Гассиев, Альберт Викторович (79) — советский гандболист и тренер, заслуженный тренер СССР[213].
- Гусман, Хосе Флоренсио (88) — чилийский государственный деятель, министр обороны (1998—1999)[214].
- Кристофер, Тед (59) — американский автогонщик; авиакатастрофа[215].
- Льюис, Бренда (96) — американская оперная певица[216].
- Моор, Фред (97) — французский военный и политический деятель, участник Движения Сопротивления, почётный полковник, депутат Национального собрания Франции (1958—1962), кавалер и последний канцлер (2011—2012) ордена Освобождения[217].
- Пуртов, Фёдор Петрович (97) — участник Великой Отечественной войны, Герой Советского Союза (1945)[218].
- Сёренсен, Свен[англ.] (96) — норовежский физик[219].
- Сингх, Арджан (98) — индийский военачальник, маршал индийских военно-воздушных сил[220].
- Строганова, Валентина Александровна (87) — советская и российская актриса, выступавшая на сцене Саратовского ТЮЗа им. Ю. П. Киселёва, заслуженная артистка РСФСР[221].
- Флинт, Митчелл (94) — американский пилот, один из создателей израильских ВВС[222].
- Шабах, Петр (66) — чешский писатель-прозаик[223].

## 15 сентября

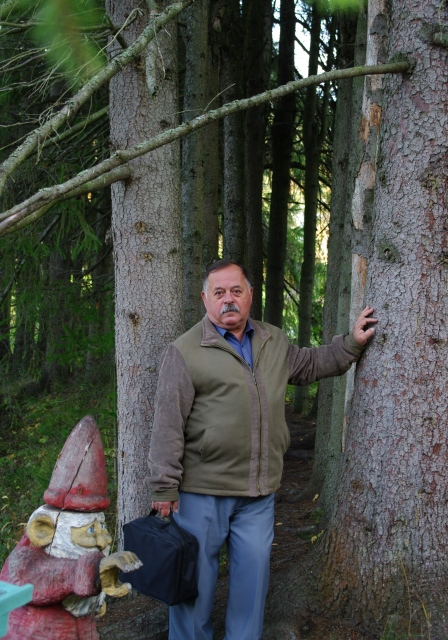
Юрий Карпун

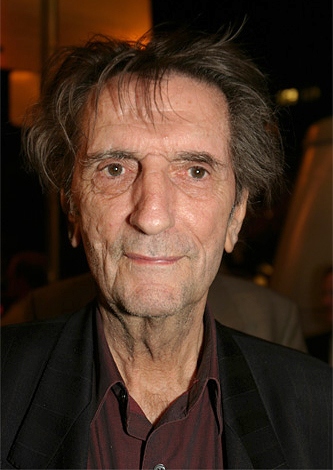
Гарри Стэнтон

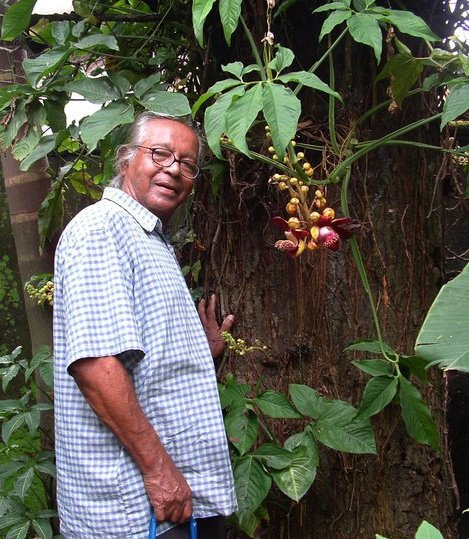
Двиджен Шарма

- Апфель, Артур (94) — фигурист из Великобритании, бронзовый призёр чемпионата мира 1947 года, чемпион Великобритании 1947 года в мужском одиночном катании[224].
- Аранго Вега, Мария Кристина (89) — первая леди Колумбии (1970—1974), жена президента Колумбии Мисаэля Пастрана Борреро, мать президента Колумбии Андреаса Пастрана Аранго[225].
- Арш, Григорий Львович (91) — советский и российский историк, балканист и медиевист-византинист, сотрудник Института славяноведения РАН, участник Великой Отечественной войны[226].
- Баранов, Михаил Анатольевич (53) — советский и российский тренер и судья международной категории по вольной борьбе[227].
- Браун, Вайолет (117) — ямайская долгожительница, старейший верифицированный житель Земли[228].
- Гранхус, Фруде (52) — норвежский писатель[229].
- Ионеску-Квинтус, Мирча (100) — румынский политический и государственный деятель, председатель Национал-либеральной партии Румынии (1993—2001), министр юстиции (1991—1992), председатель Сената (2000), бригадный генерал запаса[230].
- Карпун, Юрий Николаевич (72) — советский и российский дендролог, публицист, доктор биологических наук, профессор, основатель и директор Субтропического ботанического сада Кубани[231].
- Ламб, Мирна (87) — американская писательница[232].
- Местел, Леон (90) — британский астроном, лауреат медали Эддингтона (1993) и Золотой медали Королевского астрономического общества (2002)[233].
- Нань Жэньдун (72) — китайский астроном, создатель радиотелескопа FAST[234].
- Протодьяконов, Василий Никитич (83) — советский и российский якутский литературовед, публицист, писатель, литературный переводчик и автор песен[235].
- Стэнтон, Гарри Дин (91) — американский киноактёр[236].
- Черевко, Александр Николаевич (58) — российский экономист и дипломат, торговый представитель Российской Федерации в Нидерландах (с 2012 года)[237].
- Шарма, Двиджен (88) — бангладешский натуралист и писатель[238].
- Шилинис, Римтаутас (79) — литовский кинорежиссёр-документалист, сценарист и оператор[239].
- Шпеер, Альберт младший (83) — немецкий архитектор, сын Альберта Шпеера[240].

## 14 сентября

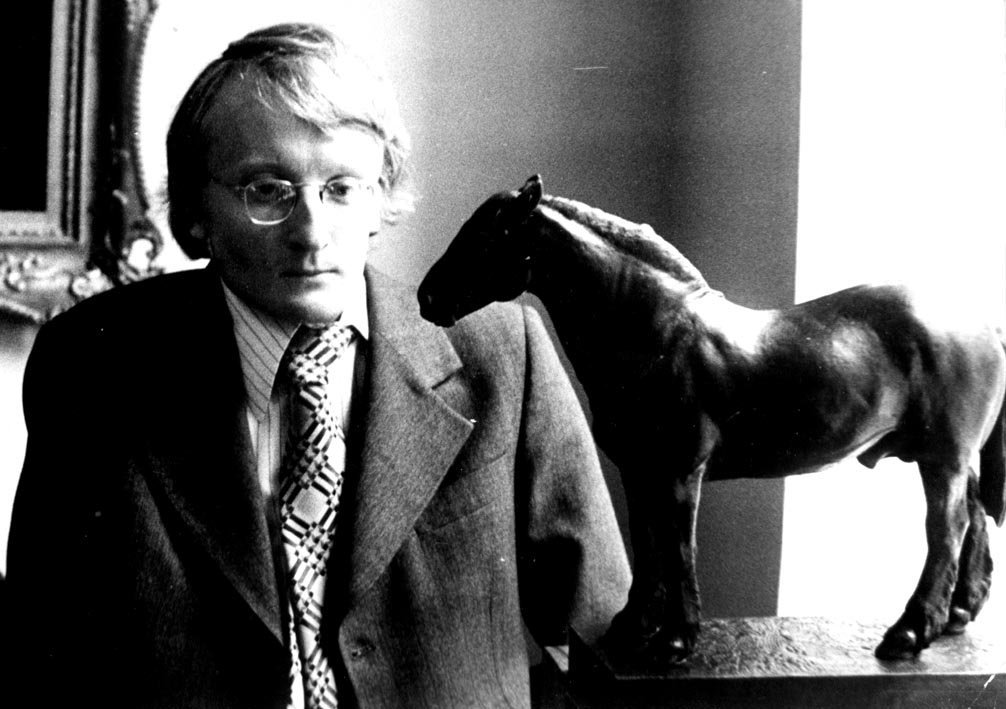
Сергей Сухарев

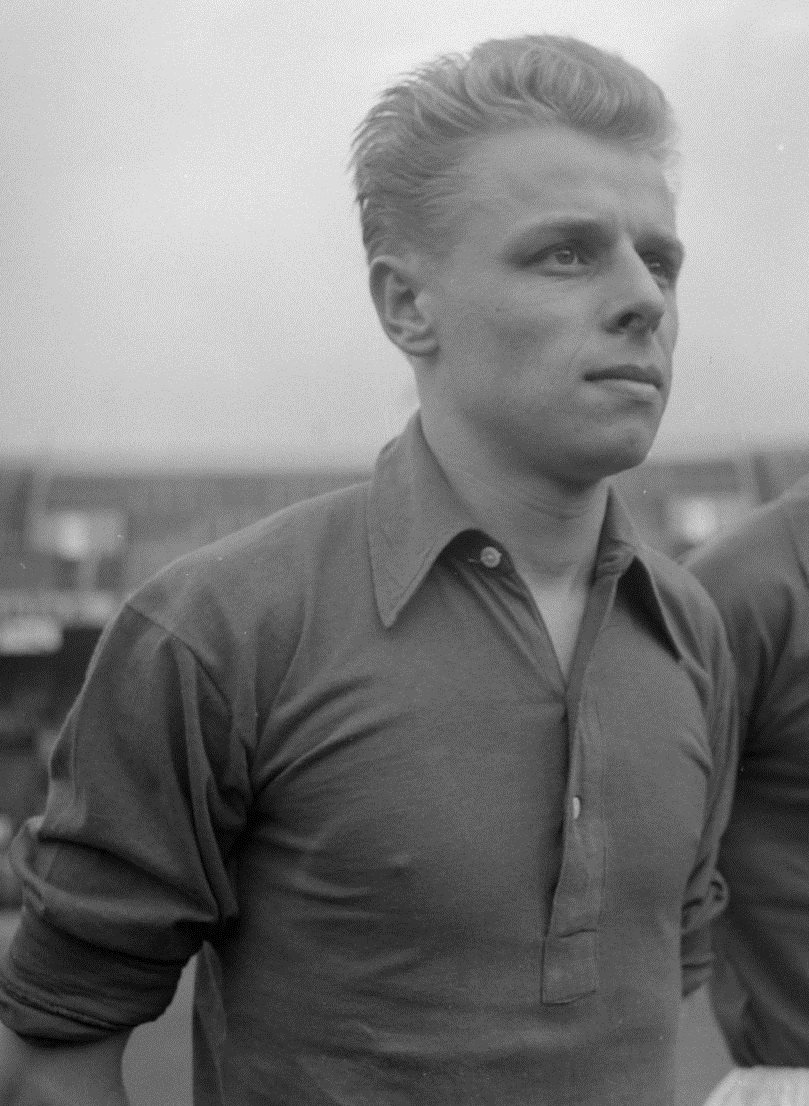
Вим Хёйс

- Ашуг Адалят (78) — азербайджанский ашуг[241].
- Бохов, Вольфганг (73) — западногерманский бадмингтонист, чемпион Европы (1972)[242].
- Гогос, Бэсил (78) — американский кинохудожник[243].
- Инглунд, Джордж (91) — американский режиссёр и продюсер[244][245].
- Ка, Джибо (69) — сенегальский государственный деятель, министр информации и телекоммуникаций Сенегала (1981—1988), министр планирования и кооперации (1988—1990), министр образования (1990—1991), министр иностранных дел (1991—1993), министр внутренних дел (1993—1995)[246].
- Кандо, Ата (103) — нидерландский фотограф венгерского происхождения, Праведник народов мира (1998)[247].
- Крахмалёва, Клара Сергеевна (90) — советская артистка оперетты, солистка Краснодарского театра оперетты, заслуженная артистка РСФСР (1960)[248].
- Мунгийя, Норма (?) — мексиканская актриса[249].
- Сухарев, Сергей Леонидович (69) — российский переводчик и филолог[250].
- Харт, Грант (56) — американский музыкант и автор песен (Hüsker Dü)[251].
- Хёйс, Вим (89) — нидерландский футболист[252].
- Чан, Арнольд (50) — канадский политический и государственный деятель, заместитель руководителя правительства в Палате общин (с 2015)[253].

## 13 сентября

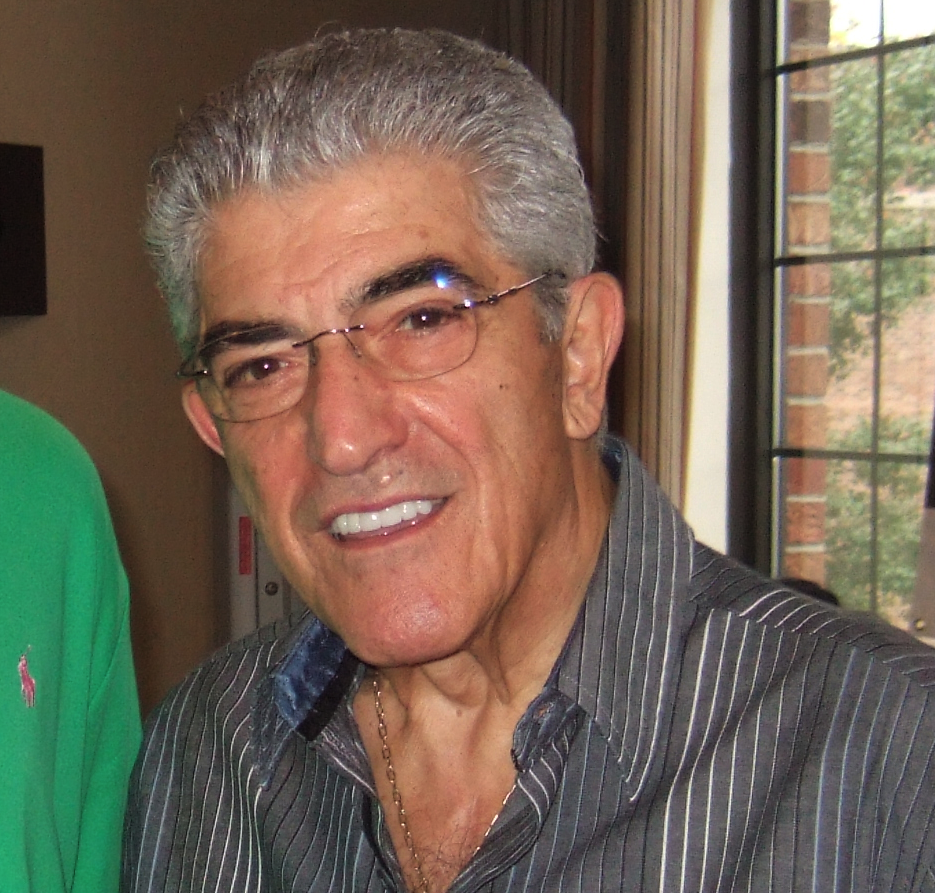
Фрэнк Винсент

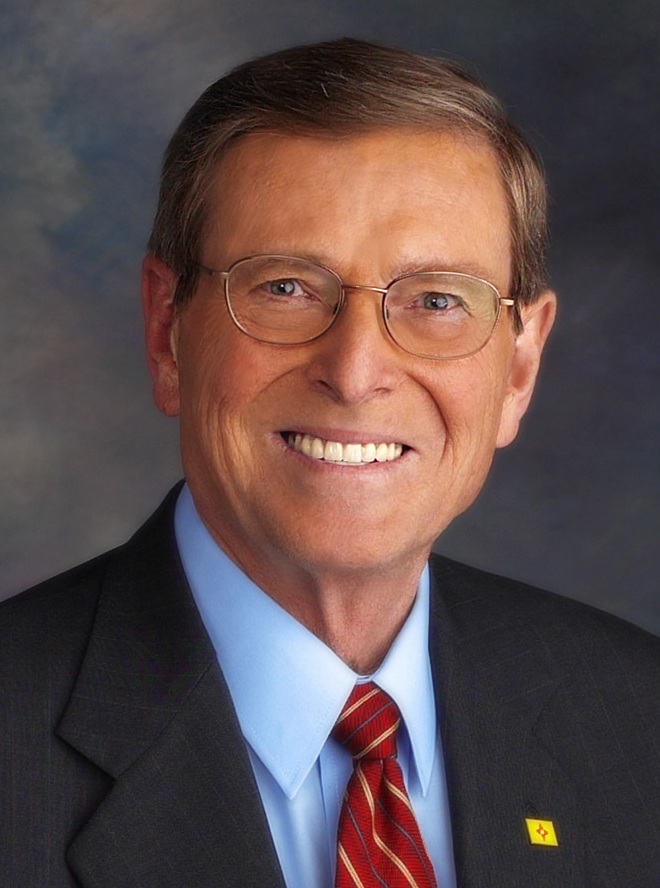
Пит Доменичи

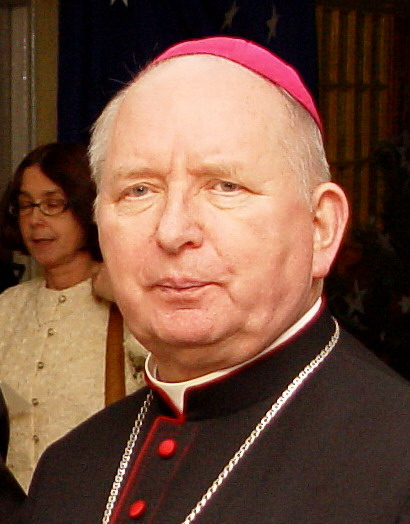
Казимеж Рычан

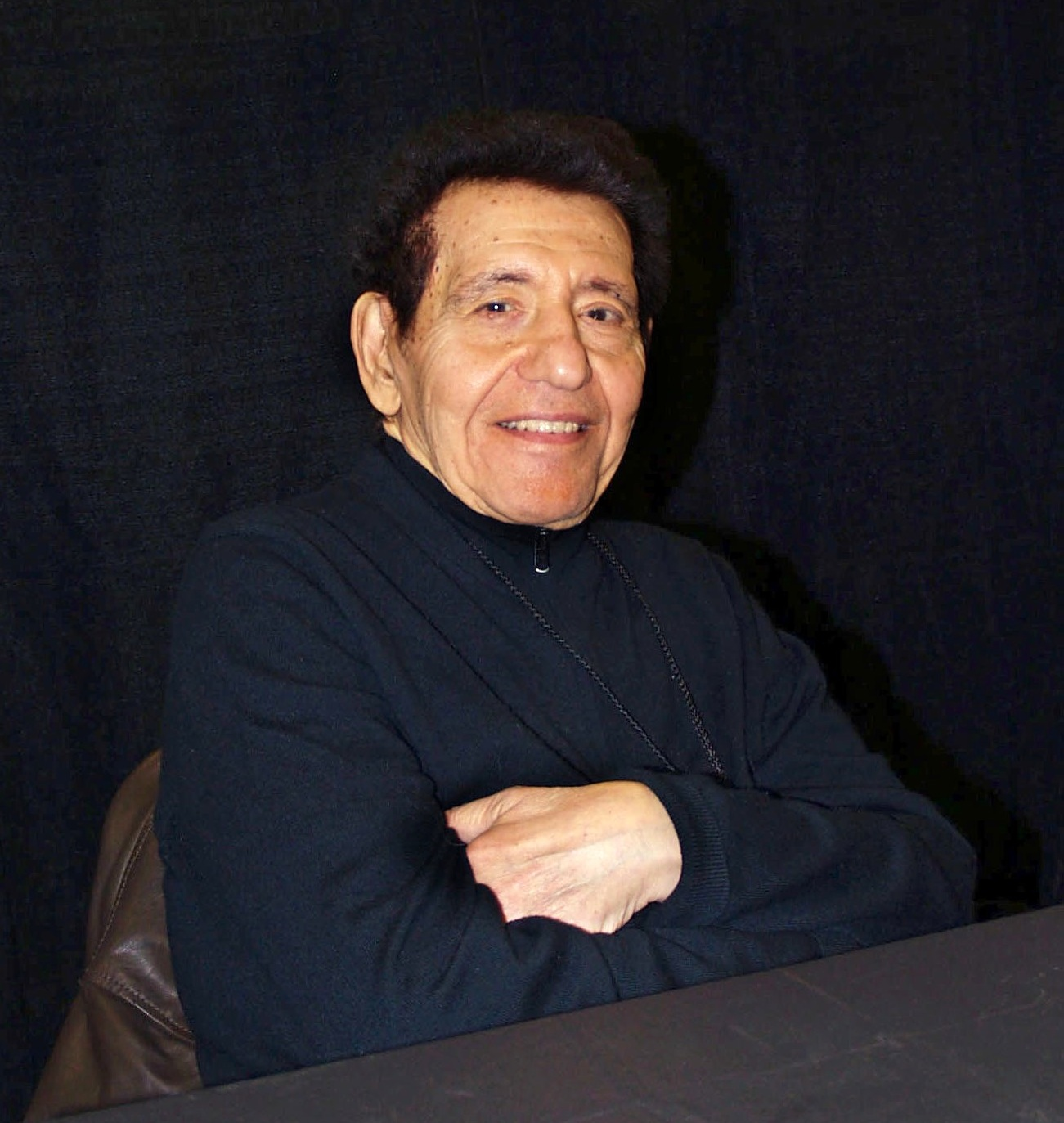
Бэзил Гогос

- Алейников, Геннадий Станиславович (69) — белорусский банкир, глава Национального банка Республики Беларусь (1997—1998)[254] Архивная копия от 18 сентября 2017 на Wayback Machine.
- Бэй, Дэвид (60) — американский боксёр; несчастный случай[255].
- Винсент, Фрэнк (78) — американский актёр[256].
- Гогос, Бэзил (88) — американский художник-иллюстратор и художник-фантаст[257]
- Голдштейн, Славко (89) — югославский и хорватский писатель и политический деятель, основатель и первый руководитель Хорватской социал-либеральной партии[258].
- Доменичи, Пит (85) — американский государственный деятель, сенатор США от штата Нью-Мексико (1973—2009)[259].
- Евтушенко, Ирина Дмитриевна (60) — российский политический деятель, депутат Государственной думы Российской Федерации VII созыва (с 2016 года)[260].
- Камалич, Саби (78) — мексиканская и перуанская актриса итальянcко-хорватского происхождения[261].
- Нетто, Лев Александрович (92) — советский и российский диссидент и правозащитник, брат футболиста Игоря Нетто[262].
- Рычан, Казимеж (78) — польский католический прелат, епископ епархии Кельце (1993—2014)[263].
- Степанов, Андрей Михайлович (81) — советский и российский актёр театра и кино[264].
- Шмидт, Роберт Франц (84) — немецкий физиолог, лауреат премии Макса Планка (1991)[265][неавторитетный источник].

## 12 сентября

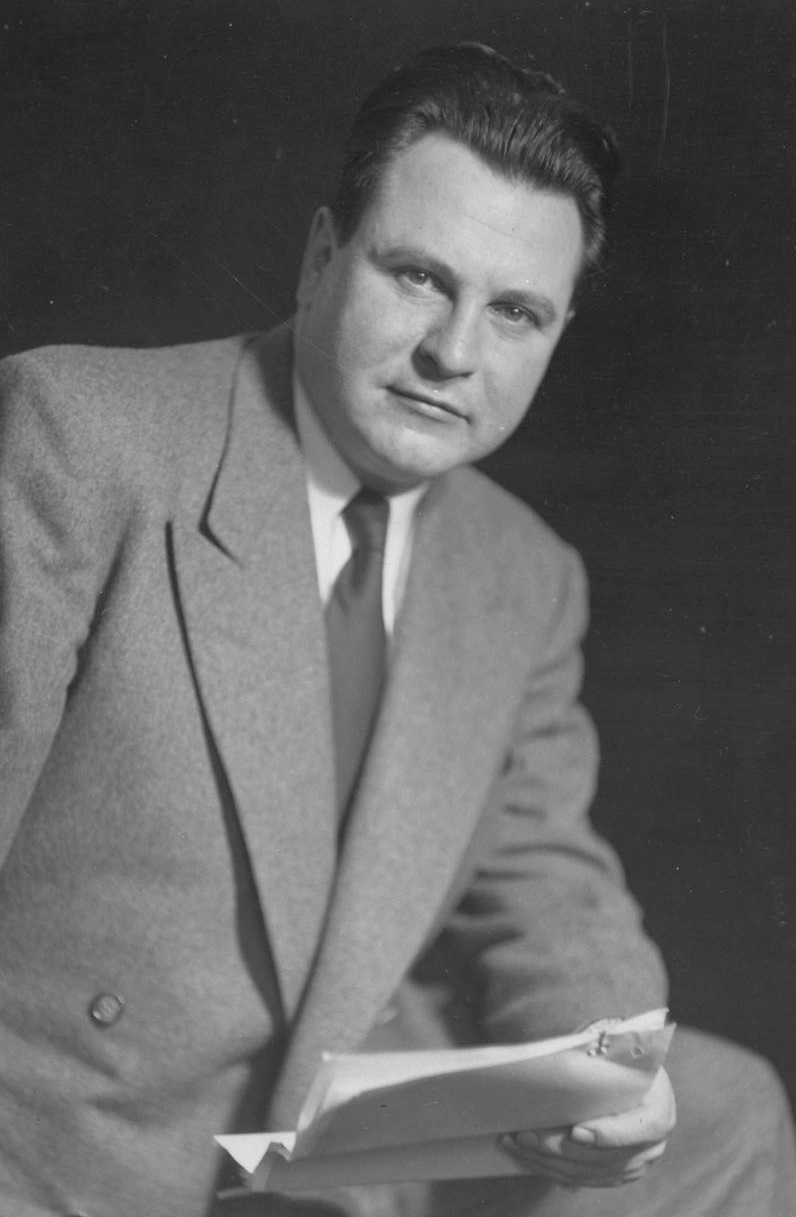
Аллан Макичен

- Баришич, Александр (51) — сербский киносценарист и драматург[266].
- Васильков, Геннадий Леонович (76) — советский и российский хирург, заслуженный врач Российской Федерации (1993)[267].
- Виндзор, Эдит (88) — американская правозащитница, участница процесса Виндзор против Соединённых Штатов[268].
- Де Вольф, Рим (74) — нидерландский музыкальный исполнитель[269].
- Гайслер, Хайнер (87) — немецкий государственный деятель, генеральный секретарь партии ХДС (1977—1989), министр по делам здравоохранения, семьи, женщин и молодёжи ФРГ (1982—1985)[270].
- Капп, Фрэнк (86) — американский музыкант[271].
- Кёлер, Зигфрид (94) — немецкий дирижёр[272].
- ЛаМура, Марк (68) — американский актёр[273].
- Макичен, Аллан (96) — канадский государственный деятель, министр труда (1963—1965), министр здравоохранения (1965—1968), министр человеческих ресурсов и социального развития (1968—1970), министр иностранных дел (1974—1976), заместитель премьер-министра Канады (1977—1979, 1980—1984)[274].
- Матуте, Альваро (74) — мексиканский историк[275].
- Найт, Чарльз Ф. (81) — американский бизнесмен, инвестор, почётный председатель компании Emerson[276].
- Сварцевич, Владимир Савельевич (66) — советский и российский фотожурналист, фотокорреспондент газеты «Аргументы и факты»[277].
- Таран, Алла (76) — советская и кубинская скрипачка и педагог[278].
- Шелякин, Валерий Серафимович (76) — советский и российский балетмейстер и педагог, художественный руководитель ансамбля народного танца «Раздолье», заслуженный деятель искусств Российской Федерации (1995)[279].

## 11 сентября

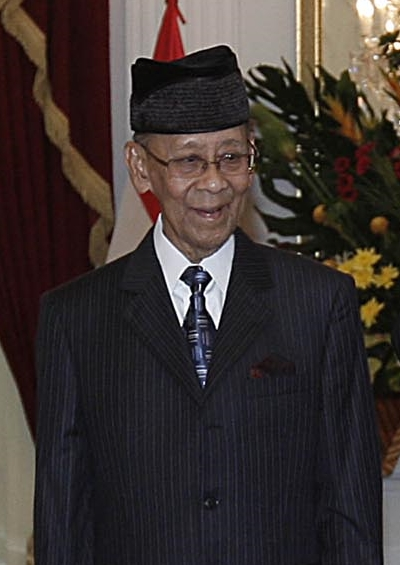
Абдул Халим Муадзам Шах

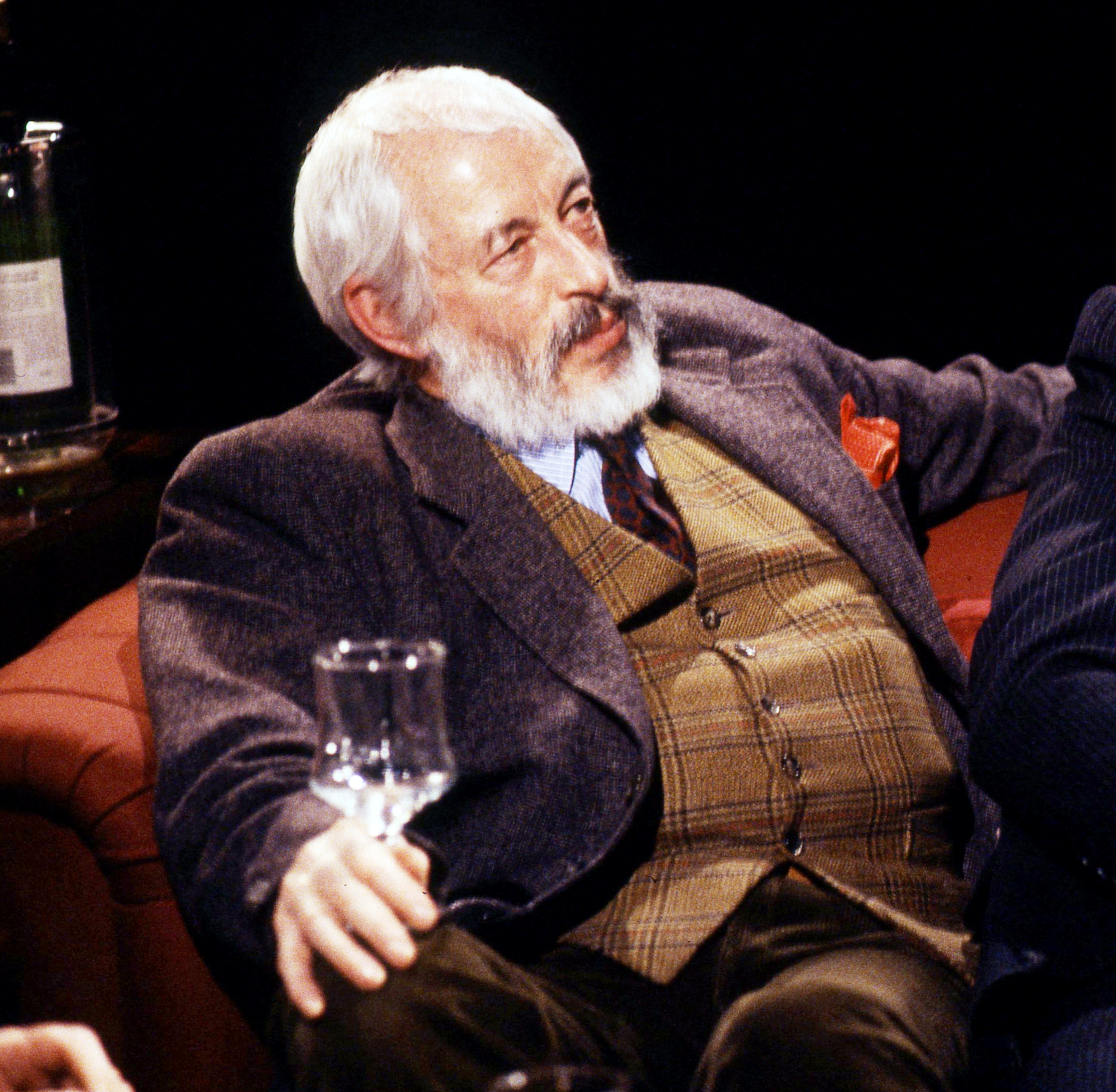
Джеймс Патрик Данливи

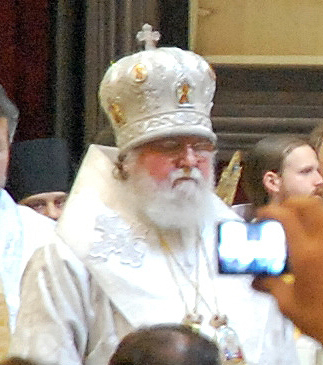
Феофан (Галинский)

- Абдул Халим Муадзам Шах (89) — султан малайзийского султаната Кедах с 13 июля 1958 года. Король Малайзии (Янг ди-Пертуан Агонг) (1970—1975, 2011—2016)[280].
- Ахмеров, Рашид Ибрагимович (90) — советский и российский фотожурналист, корреспондент Сибирского отделения РАН[281].
- Белоусов, Лев Владимирович (82) — советский и российский эмбриолог, профессор кафедры эмбриологии биологического факультета МГУ[282].
- Данливи, Джеймс Патрик (91) — ирландско-американский писатель и драматург[283].
- Земцов, Владимир Анатольевич (67) — российский государственный деятель, председатель Тамбовского городского Совета народных депутатов (1991), председатель Тамбовской городской думы (1996—2000)[284].
- Кайседо, Альфонсо (84) — колумбийский медицинский исследователь, один из основателей софрологии[285].
- Лазич, Петар (57) — сербский писатель и журналист, педагог, депутат Скупщины Сербии[286].
- Лядов, Павел Фёдорович (83) — советский и российский дипломат, директор департамента государственного протокола МИД Российской Федерации (1999—2000)[287].
- Наль, Анна Анатольевна (74) — советская и российская поэтесса и переводчица, жена Александра Городницкого[288].
- Осипов, Афанасий Николаевич (89) — советский и российский якутский художник, живописец, народный художник СССР (1988)[289].
- Пагани, Альберто (79) — итальянский мотогонщик, серебряный призёр чемпионата мира (1972)[290].
- Паркер, Джеф (53) — канадский хоккеист («Баффало Сейбрз»)[291].
- Темплтон, Малкольм (93) — новозеландский дипломат, Постоянный представитель при ООН (1973—1978)[292].
- Феофан (Галинский) (63) — епископ Русской православной церкви, архиепископ Берлинский и Германский (с 1991 года)[293].
- Харшиладзе, Рамаз Ноевич (66) — советский дзюдоист, серебряный призёр летних Олимпийских игр в Монреале (1976), заслуженный мастер спорта СССР[294].
- Хау, Вирджил (41) — британский музыкант[295].
- Холл, Питер (86) — британский режиссёр, основатель Королевской шекспировской компании[296].
- Хороско, Мэриан (92) — американская балерина и писательница[297].

## 10 сентября

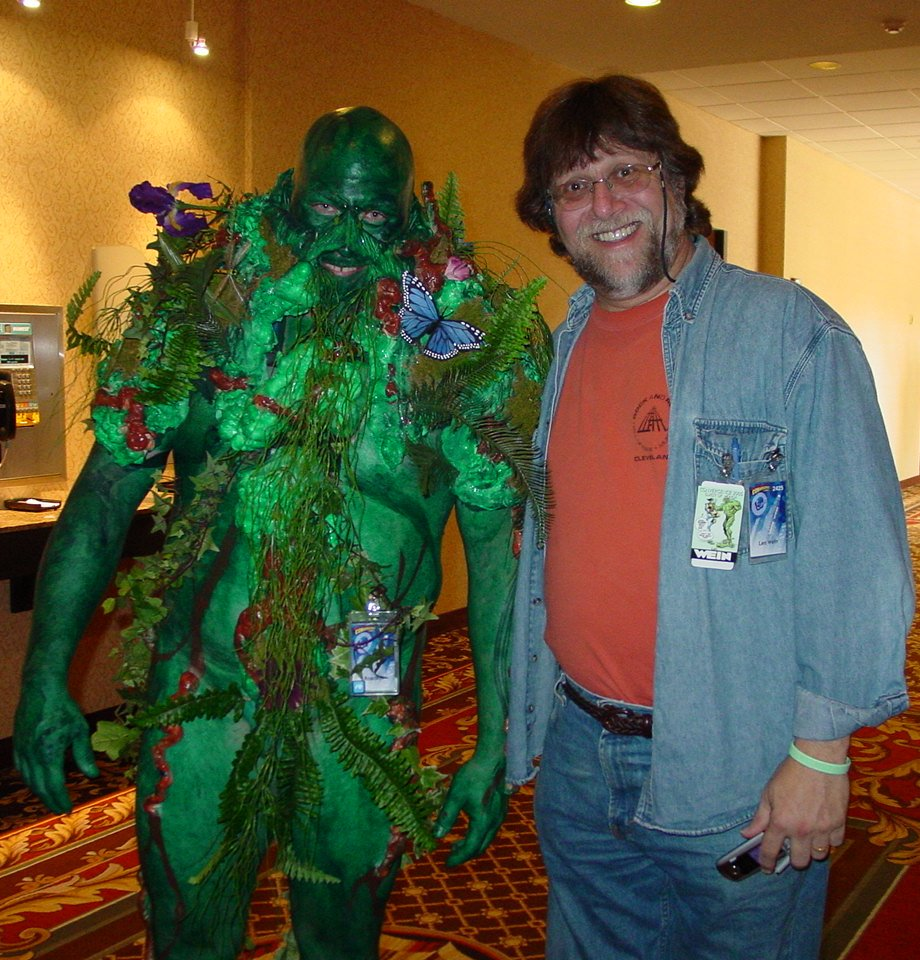
Лен Уэйн

- Альфредсон, Ганс (86) — шведский актёр, режиссёр и сценарист[298].
- Атенсио, Ксавье (98) — американский художник-мультипликатор, участник Второй мировой войны[299].
- Блюхер, Софья Давыдовна (89) — советская и эстонская театральная актриса, артистка Русского театра Эстонии[300].
- Бурруано, Луиджи (68) — итальянский актёр[301].
- Варфис, Григорис (90) — греческий государственный деятель, комиссионер ЕС по региональной политике (1985—1989)[302].
- Гросс, Кеннет (78) — американский математик[303].
- Гунарса, И Ньоман (73) — индонезийский художник[304].
- Дюпре, Нэнси (90) — американский историк и археолог[305].
- Зограбян, Сурен Гегамович (96) — советский и армянский нейрохирург, доктор медицинских наук, профессор, академик Евразийской нейрохирургической академии, заслуженный деятель науки Республики Армения (2010)[306].
- Каршмар, Алекс (100) — американский нейробиолог польско-еврейского происхождения[307].
- Крылов-Толстикович, Александр Николаевич (66) — советский и российский журналист, публицист, писатель[308].
- Марданшина, Ляйла Ханиповна (90) — советский передовик нефтяного производства, депутат Верховного Совета СССР, Герой Социалистического Труда (1959)[309].
- Мошкович, Михал (76) — польский писатель[310].
- Пупурс, Константин (53) — советский диссидент, латвийский политолог и правозащитник[311].
- Б. В. Радха (69) — индийская актриса[312].
- Родич, Ирина Мичиевич (45) — сербская актриса театра, кино и телевидения[313].
- Уэйн, Лен (69) — американский писатель, сценарист, автор комиксов, один из создателей персонажа Росомаха[314].
- Шпун, Садуддин (85) — афганский писатель и литературный критик, действительный член Академии наук Афганистана[315].

## 9 сентября

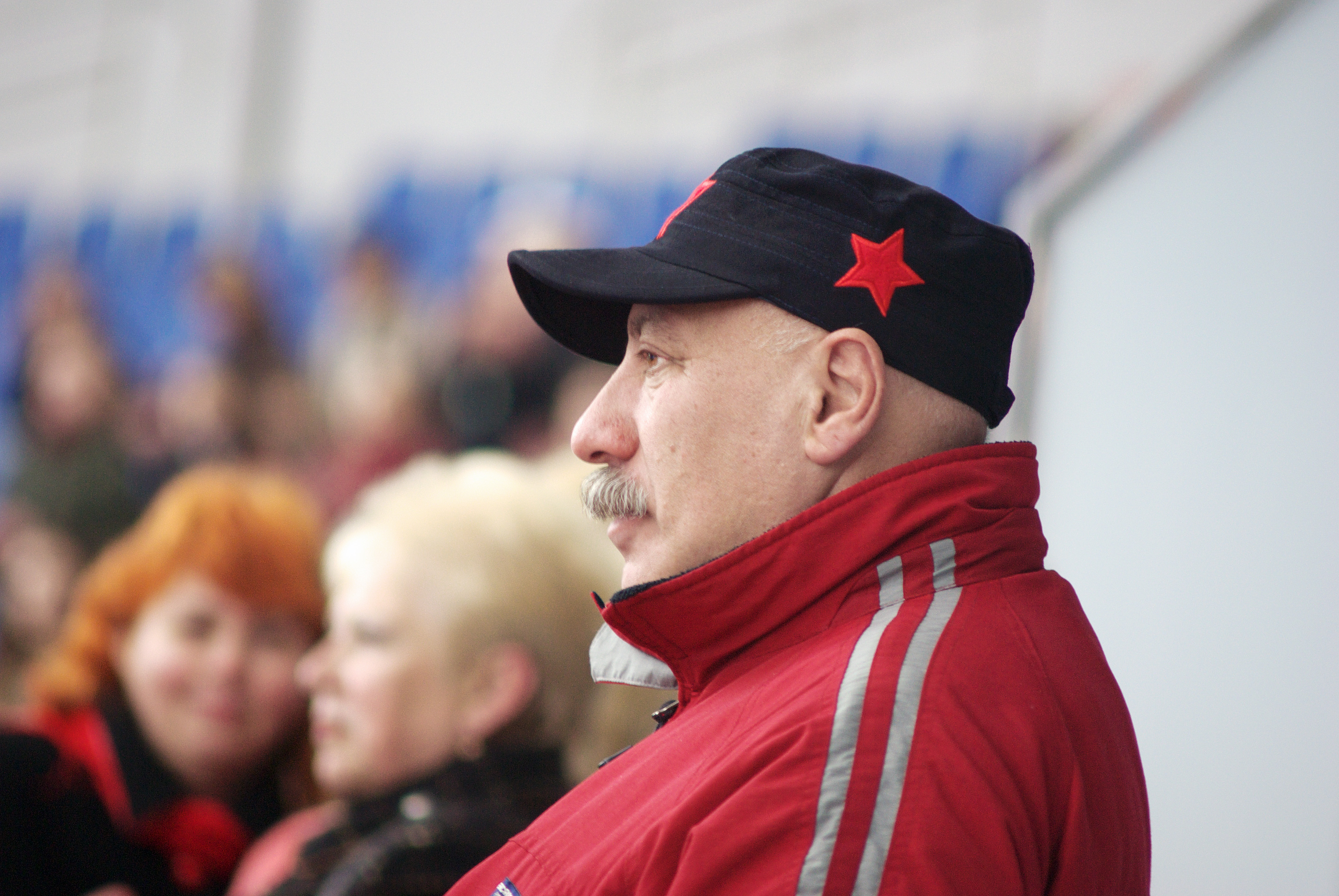
Родион Басс

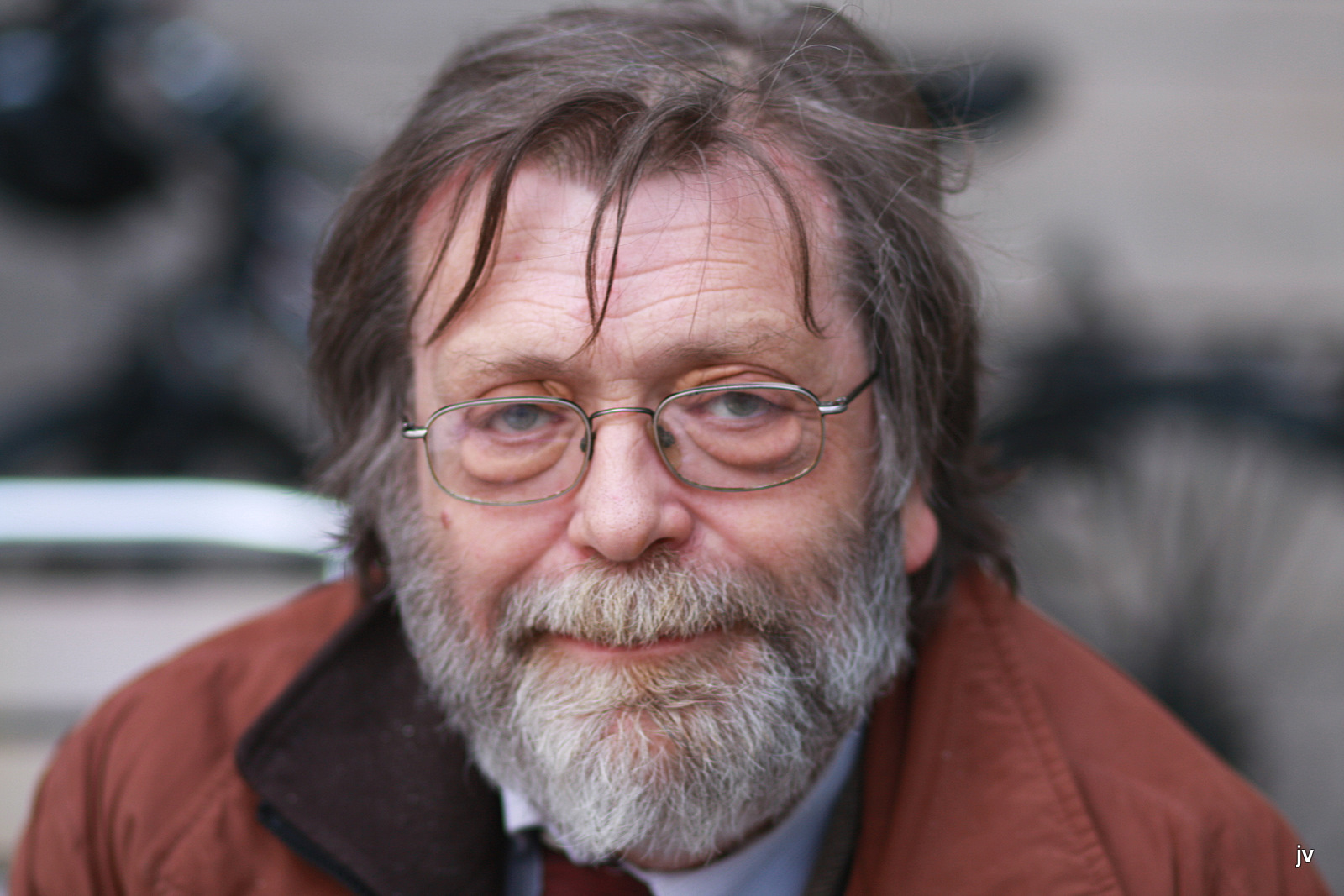
Франк Ореброт

- Басс, Родион Михайлович (64) — советский и белорусский продюсер, режиссёр, заслуженный деятель культуры Республики Беларусь, основатель и генеральный директор дирекции Международного фестиваля искусств «Славянский базар в Витебске»[316].
- Величко, Борис Фёдорович (86) — советский и украинский хозяйственный деятель, директор Никопольского завода ферросплавов (1987—1995), Герой Социалистического Труда (1991)[317].
- Де Паолис, Велазио (81) — католический прелат, председатель Префектуры экономических дел Святого Престола (2008—2011), кардинал-дьякон с дьяконством Gesù Buon Pastore alla Montagnola (с 2010 года)[318].
- Кац, Владимир Израилевич (67) — советский и украинский поэт и математик[319].
- Коупс, Парзиваль (93) — канадский экономист[320].
- Майтингер, Отто (90) — немецкий архитектор, президент Мюнхенского технического университета (1987—1995)[321].
- Ореброт, Франк (70) — норвежский политолог[322].
- Пилот, Пьер (85) — канадский хоккеист, обладатель Кубка Стэнли (1961) в составе «Чикаго Блэкхокс»[323].
- Преображенская, Вера Ивановна (98) — советский и российский художник-график, художник-авангардист, участница студии Элия Белютина «Новая реальность» [?].
- Фридман, Майкл (41) — американский композитор и поэт-песенник[324].
- Ходж, Майк (англ. Mike Hodge) (70) — американский актёр и профсоюзный лидер из американской Гильдии киноактёров[325].
- Чамберс, Гретта (90) — канадская журналистка и деятель образования, канцлер Университета Макгилл (1991—1999)[326].

## 8 сентября

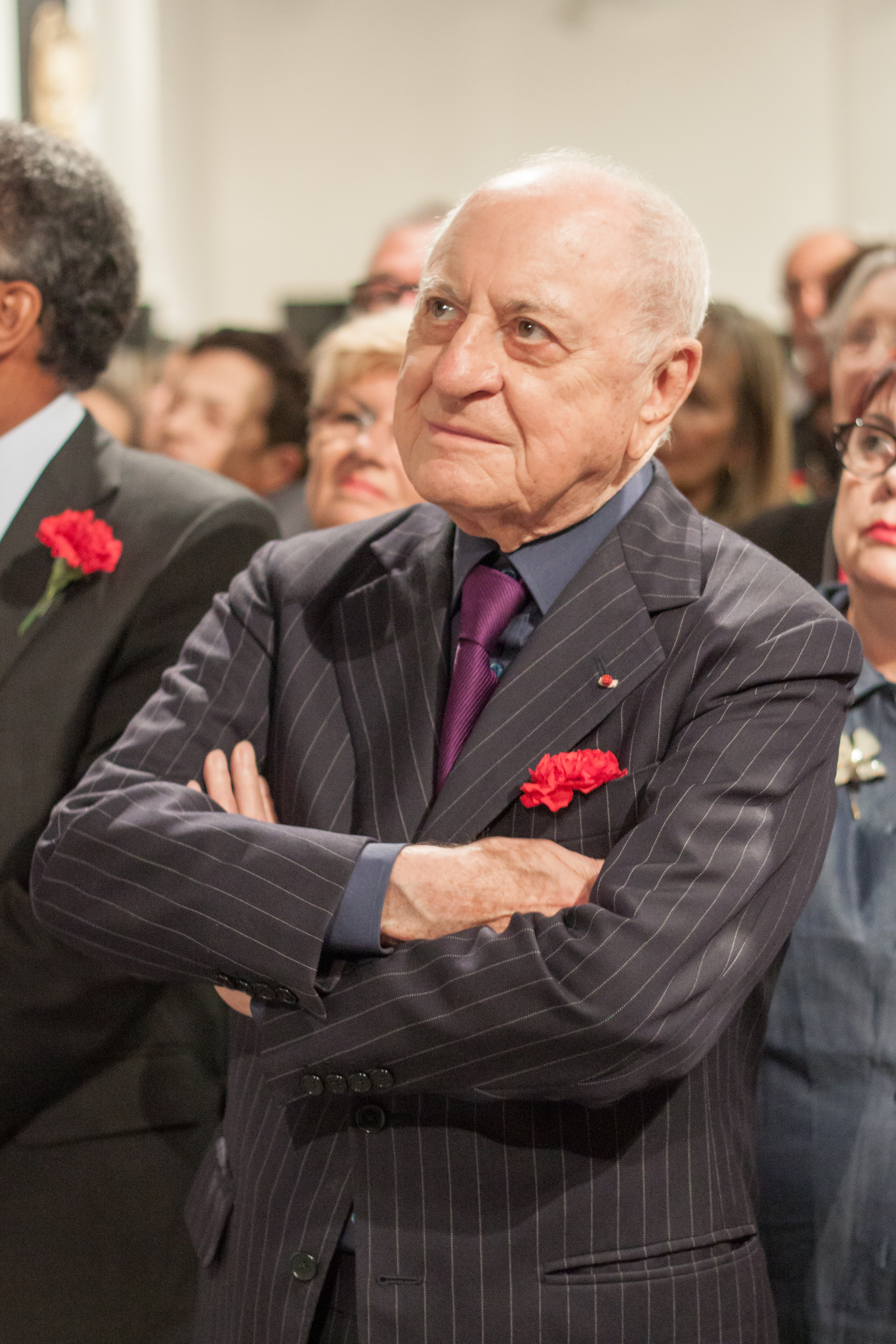
Пьер Берже

Трой Джентри

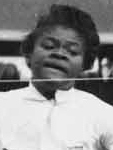
Изабелла Дэниелс

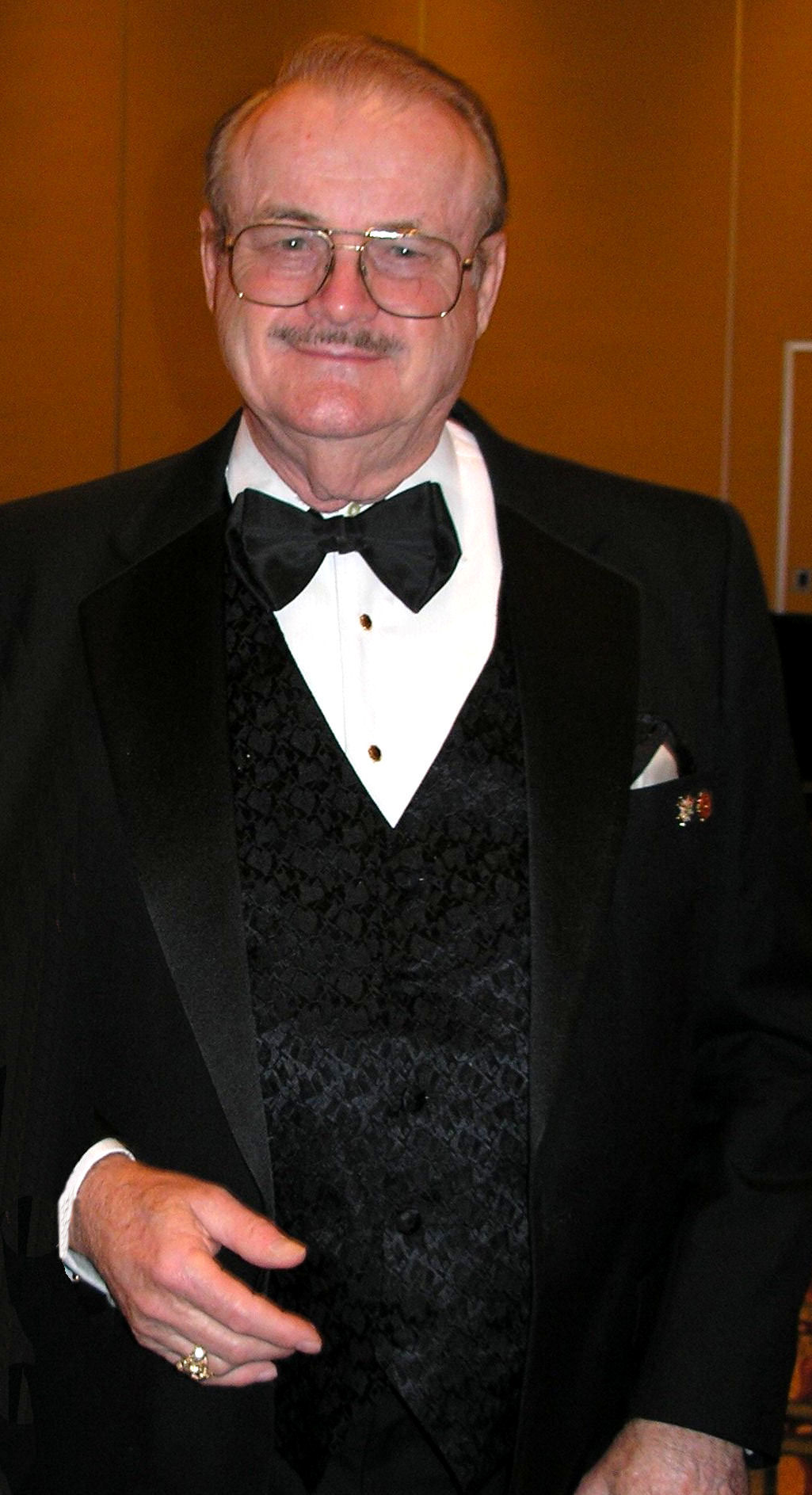
Джерри Пурнель

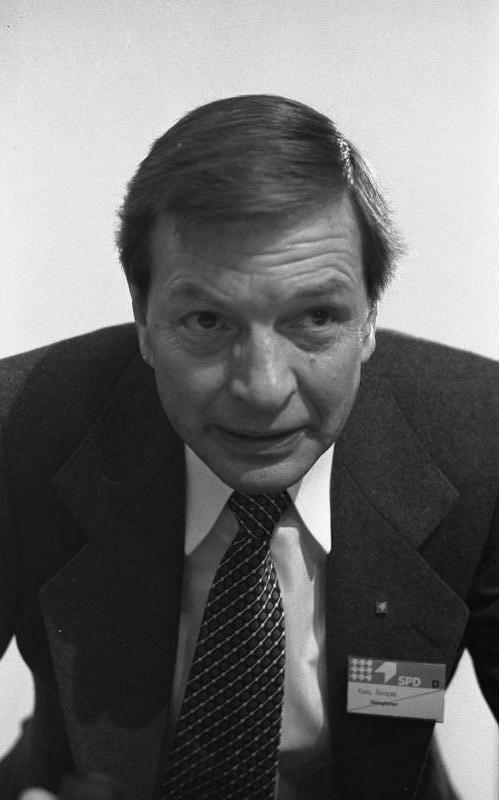
Карл Равенс

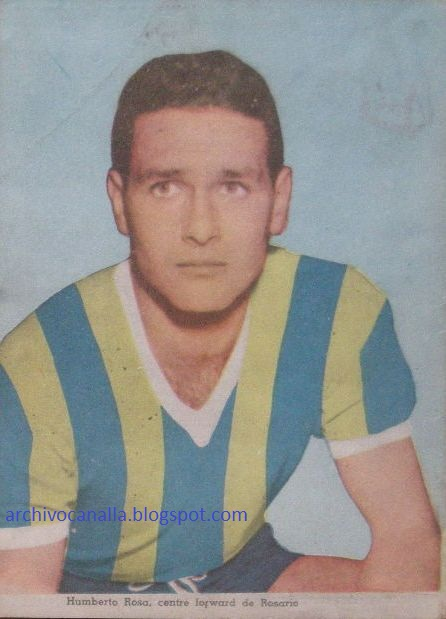
Умберто Роса

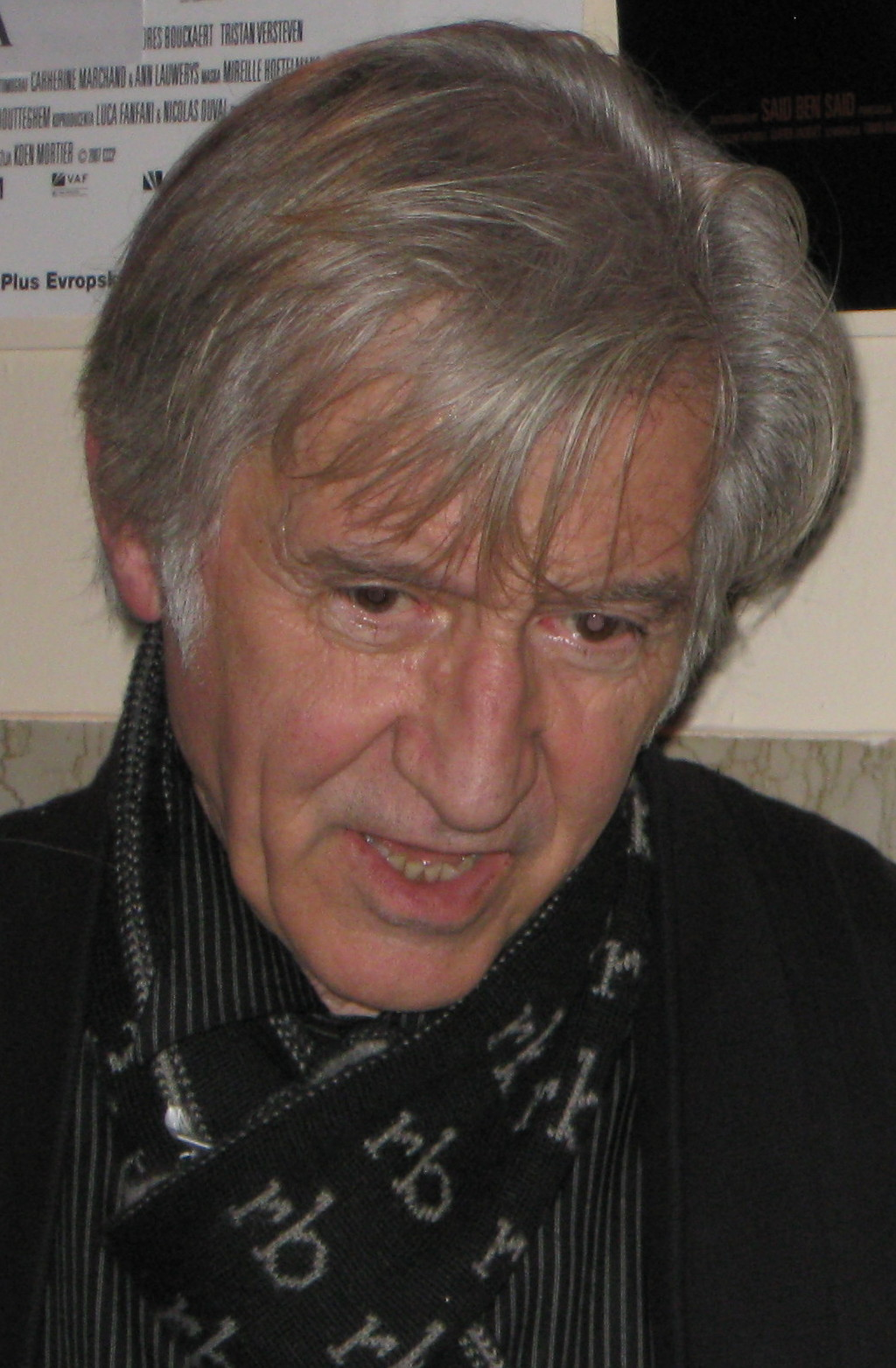
Любиша Самарджич

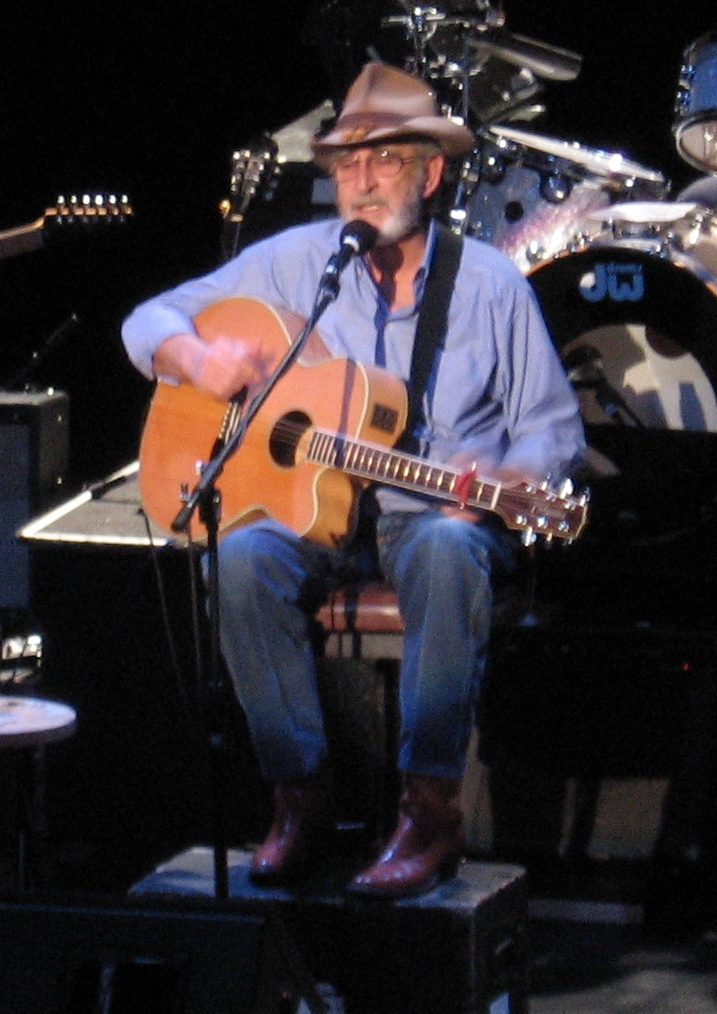
Дон Уильямс

- Берже, Пьер (86) — французский бизнесмен и меценат, партнёр Ива Сен-Лорана[327].
- Вдовин, Олег Николаевич (67) — советский и российский спортивный журналист[328].
- Дауд, Дуглас Фицжеральд (97) — американский экономист[329].
- Джентри, Трой (50) — американский певец и музыкант; авария вертолёта[330].
- Дэниелс, Изабелла (80) — американская легкоатлетка, бронзовый призёр летних Олимпийских игр в Мельбурне (1956)[331].
- Красильников, Николай Николаевич (68) — советский и российский писатель, главный редактор журналов «Звезда Востока» (1996—2001) и «Охотник» (2001—2004)[332].
- Матинян, Сергей Гайкович (86) — советский и американский физик-теоретик, академик АН Армянской ССР (1990)[333].
- Накадзима, Тосихико (55) — японский актёр[334].
- Овсянников, Михаил Васильевич (94) — советский военачальник, военный комиссар Курской области (1975—1987), участник Великой Отечественной войны, генерал-майор в отставке[335].
- Погодин, Юрий Иванович (66) — российский военный врач, начальник мобилизационного управления Министерства здравоохранения (2000—2008), генерал-лейтенант медицинской службы[336].
- Пурнель, Джерри (84) — американский писатель-фантаст[337].
- Равенс, Карл (90) — западногерманский государственный деятель, министр регионального планирования, строительства и городского развития ФРГ (1974—1978)[338].
- Роса, Умберто (85) — аргентинский и итальянский футболист, тренер[339].
- Самарджич, Любиша (80) — югославский и сербский актёр, кинорежиссёр[340].
- Серёгина, Нина Николаевна (61) — советская и российская пианистка и педагог, профессор Санкт-Петербургской консерватории им. Н. А. Римского-Корсакова, заслуженная артистка Российской Федерации (2007)[341].
- Слепак, Мария Исааковна (90)[значимость?] — деятель движения евреев-отказников, жена Владимира Слепака[342].
- Толорая, Котэ (91) — советский и грузинский актёр театра и кино, заслуженный артист Грузии, муж актрисы Тамар Схиртладзе, отец актёра Тамаза Толорая[343].
- Уильямс, Дон (78) — американский певец и музыкант в жанре кантри, автор песен[330].
- Харди, Кэтрин (87) — американская легкоатлетка, чемпионка летних Олимпийских игр (1952))[344].
- Харитановский, Александр Александрович (93) — советский и российский писатель и журналист, корреспондент ТАСС, участник Великой Отечественной войны и войны с Японией[345].
- Херон, Блейк (35) — американский актёр, лауреат премии «Молодой актёр» (1998)[346].

## 7 сентября
- Акйол, Тюркан (88) — турецкий государственный деятель, министр здравоохранения и социального обеспечения (1971), ректор университета Анкары (1980—1982), министр по делам женщин и семьи (1992—1993)[347].
- Арцыбушев, Алексей Петрович (97) — советский и российский писатель и художник[348].
- Гудман, Иеремия (94) — американский иллюстратор[349].
- Майкл, Джин (79) — американский бейсболист, чемпион Мировой серии (1978) в составе «Нью-Йорк Янкис»[350].
- Ким Ки Дук (83) — южнокорейский кинорежиссёр, бывший профессор Сеульского института искусств[351].
- Семёнов, Николай Олегович (38)[значимость?] — российский адвокат и правозащитник[352].
- Харви, Теренс (?) — американский актёр[353].
- Хикс, Майк (80) — британский политический деятель, генеральный секретарь Коммунистической партии Британии (CPB[англ.]) (1988—1998)[354].
- Щетинин, Василий Михайлович (52) — советский и российский архитектор, художник и дизайнер, один из основателей арт-парка «Никола-Ленивец»[355].
- Ятнов, Сергей Владимирович (58) — советский и российский художник[356].

## 6 сентября

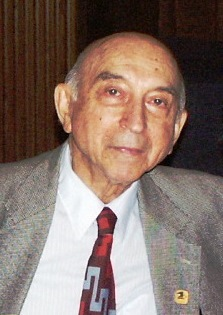
Лотфи Заде

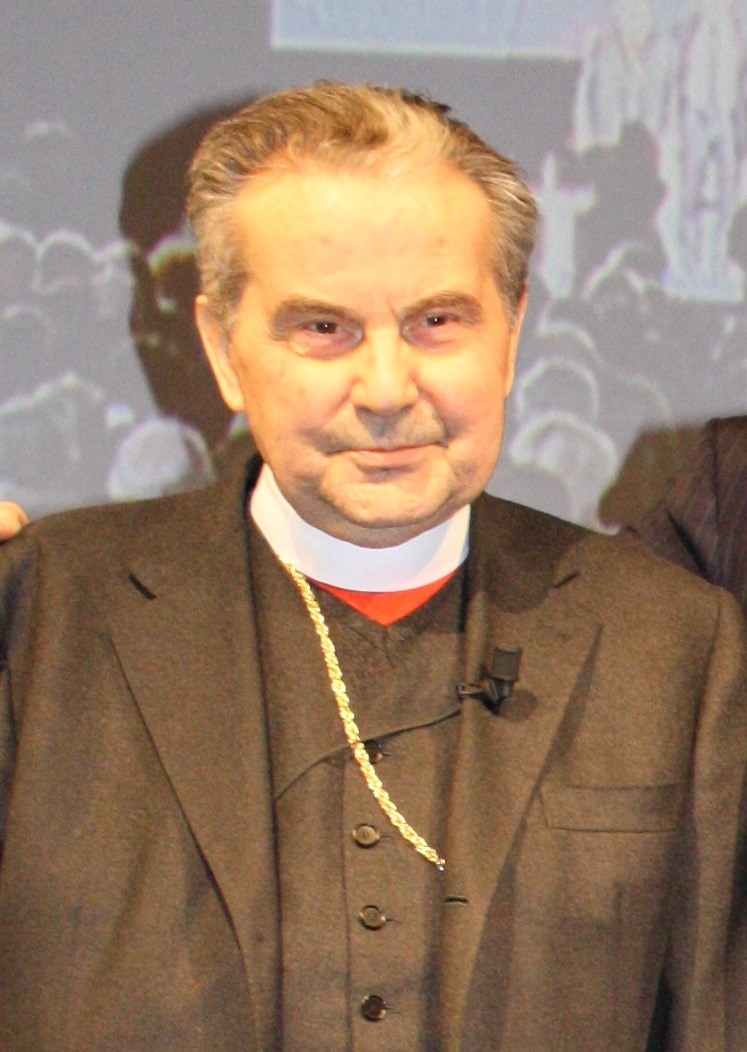
Карло Каффарра

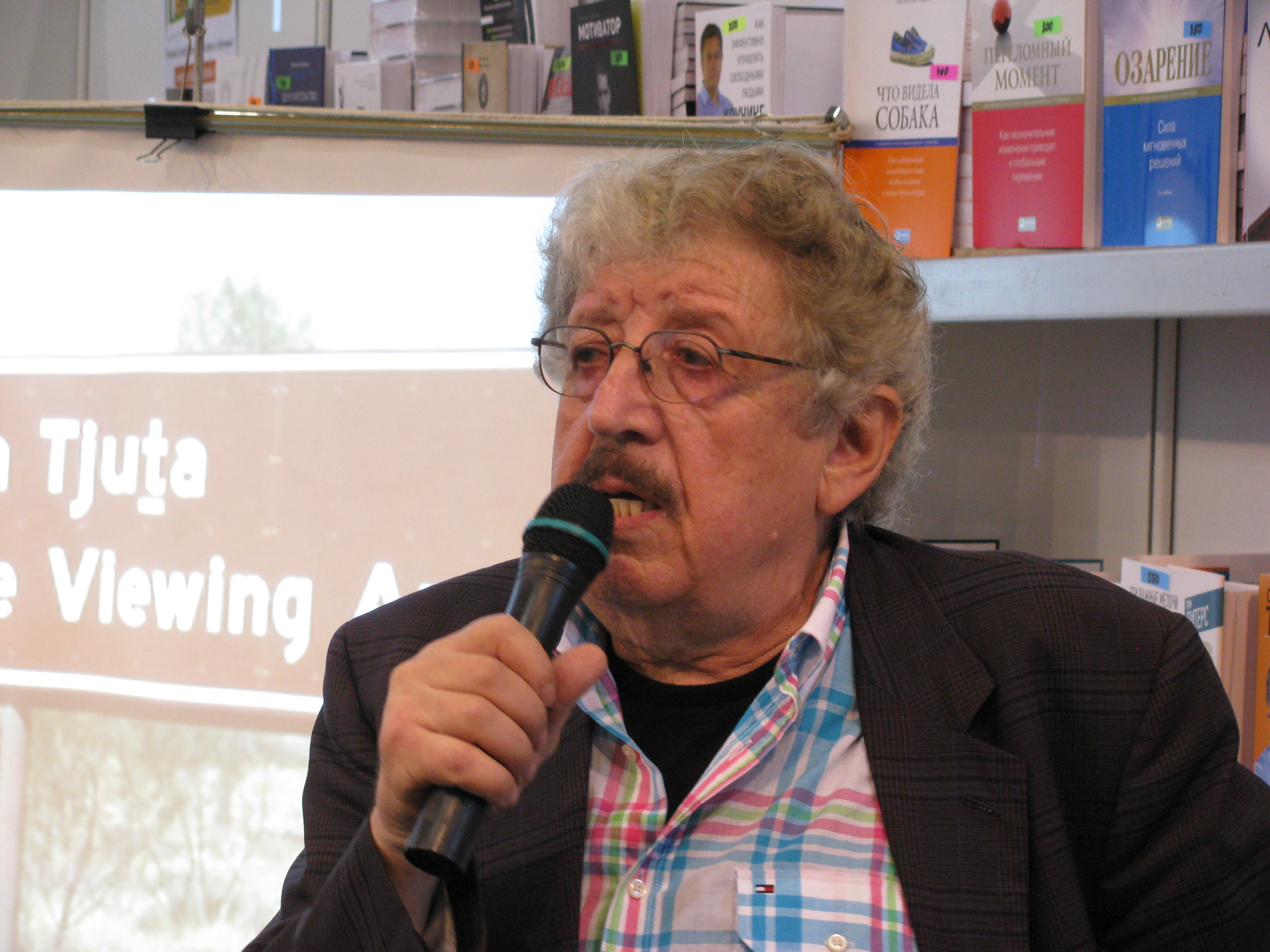
Соломон Шульман

- Буржуа, Дерек (75) — британский композитор[357].
- Ватне, Хуго Франк (84) — норвежский скульптор[358].
- Григоров, Иван (72) — болгарский юрист и государственный деятель, председатель Верховного суда Болгарии (1992—1994), судья Конституционного суда Болгарии (1994—2000), председатель Верховного кассационного суда Болгарии (2000—2007), внук микробиолога Стамена Григорова[359].
- Джадж, Роза (97) — мальтийский музыкант[360].
- Заде, Лотфи (96) — американский математик и логик азербайджанско-еврейского происхождения, основатель теории нечётких множеств и нечёткой логики, профессор Калифорнийского университета (Беркли)[361].
- Касаев, Касполат Григорьевич (65) — советский и российский осетинский хореограф, главный балетмейстер Государственного академического ансамбля танца Северной Осетии «Алан», заслуженный деятель искусств Российской Федерации (2010)[362].
- Кастаньеда, Рауль (34) — мексиканский боксёр, бронзовый призёр Панамериканских игр (2003)[363].
- Каффарра, Карло (79) — итальянский кардинал, архиепископ Болоньи (2003—2015), кардинал-священник с титулом церкви Сан-Джованни-деи-Фиорентини[364].
- Левенштейн, Владимир Иосифович (82) — советский и российский математик, доктор физико-математических наук, ведущий научный сотрудник Института прикладной математики им. М. В. Келдыша[365].
- Лупеску, Николае (76) — румынский футболист и спортивный менеджер[366].
- Макдэниелс, Джим (69) — американский баскетболист[367].
- Мардин, Шериф (90) — турецкий социолог[368].
- Милетт, Кейт (82) — американская писательница-феминистка[369].
- Пикар, Ноэль (78) — канадский хоккеист («Монреаль Канадиенс», «Сент-Луис Блюз»), обладатель Кубка Стэнли (1965)[370].
- Арби Самах (84) — индонезийский художник и скульптор[371].
- Федерман, Даниель (89) — американский медицинский исследователь[372].
- Хохлов, Виктор Григорьевич (78) — советский и российский тренер по лёгкой атлетике, заслуженный тренер России[373].
- Шульман, Соломон Ефимович (81) — советский и австралийский режиссёр-документалист, литератор и путешественник[374].

## 5 сентября

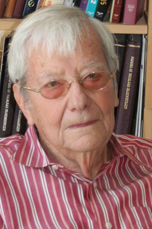
Николас Бломберген

- Бломберген, Николас (97) — американский физик нидерландского происхождения, лауреат Нобелевской премии по физике (1981)[375].
- Гаури Ланкеш (55) — индийская журналистка, известная своей критикой индуистского национализма[376].
- Думонт Пенья, Франсиско (78) — испанский актёр, телеведущий и мастер дубляжа[377].
- Кёйперс, Лео (69) — нидерландский композитор и пианист[378].
- Ма Гван Су (66) — южнокорейский писатель[379].
- Назарова, Марина Юрьевна (62) — российский государственный и общественный деятель, депутат Государственной думы России VI созыва (2011—2016)[380].
- Ринк, Арно (76) — германский художник[381].
- Роу, Хансфорд (93) — американский актёр[382].
- Стивенс, Рик (77) — американский джазовый певец[383].
- Цутия, Ёсио (80) — японский актёр[384].
- Шиманский, Анатолий Михайлович (75) — советский и российский писатель, художник и путешественник[385].
- Штолл, Иван (81) — чешский физик, преподаватель и популяризатор науки, лауреат медали Яна Амоса Коменского (2000)[386].
- Шукай, Хольгер (79) — германский рок-гитарист (Can)[387].

## 4 сентября

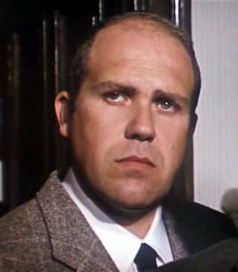
Гастоне Москин

- Геворгян, Артавазд Ашотович (91) — советский и армянский государственный деятель, генеральный прокурор Армянской ССР (1959—1961) и Армении (1990—1997)[388].
- Диалло, Моунтага (75) — сенегальский дипломат, посол Сенегала в России (с 2005 года)[389].
- Консунджи, Дэвид (95) — филиппинский предприниматель и миллиардер[390].
- Линдо, Эрл (64) — ямайский музыкант[391].
- Липатов, Лев Николаевич (77) — советский и российский физик, академик РАН (2011)[392].
- Льюис, Джон Уилсон (86) — американский политолог[393].
- Магнуссон, Давид (91) — шведский психолог, иностранный член РАН (1999)[394][395].
- Макдональд, Лес (84) — канадский спортсмен и спортивный деятель, президент Международного союза триатлона (1989—2008), почётный президент с 2008 года[396].
- Махутов, Фёдор Николаевич (68) — советский и российский вольный борец и тренер, заслуженный тренер РСФСР[397].
- Мишель, Харри (93) — американский политический деятель, председатель Сената Огайо (1983—1984), ветеран Второй мировой войны[398].
- Москин, Гастоне (88) — итальянский актёр[399].
- Рожерия (74) — бразильская актриса театра, кино и телевидения[400].
- Сергеев, Анатолий Борисович (67) — советский и российский художник-плакатист и график[401].

## 3 сентября

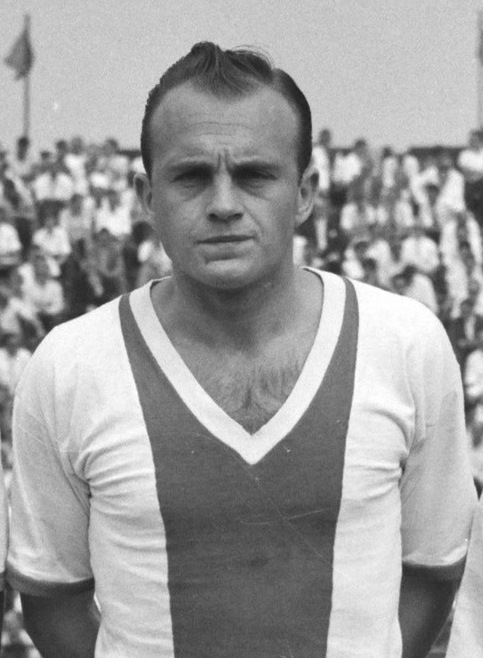
Пит Аудерланд

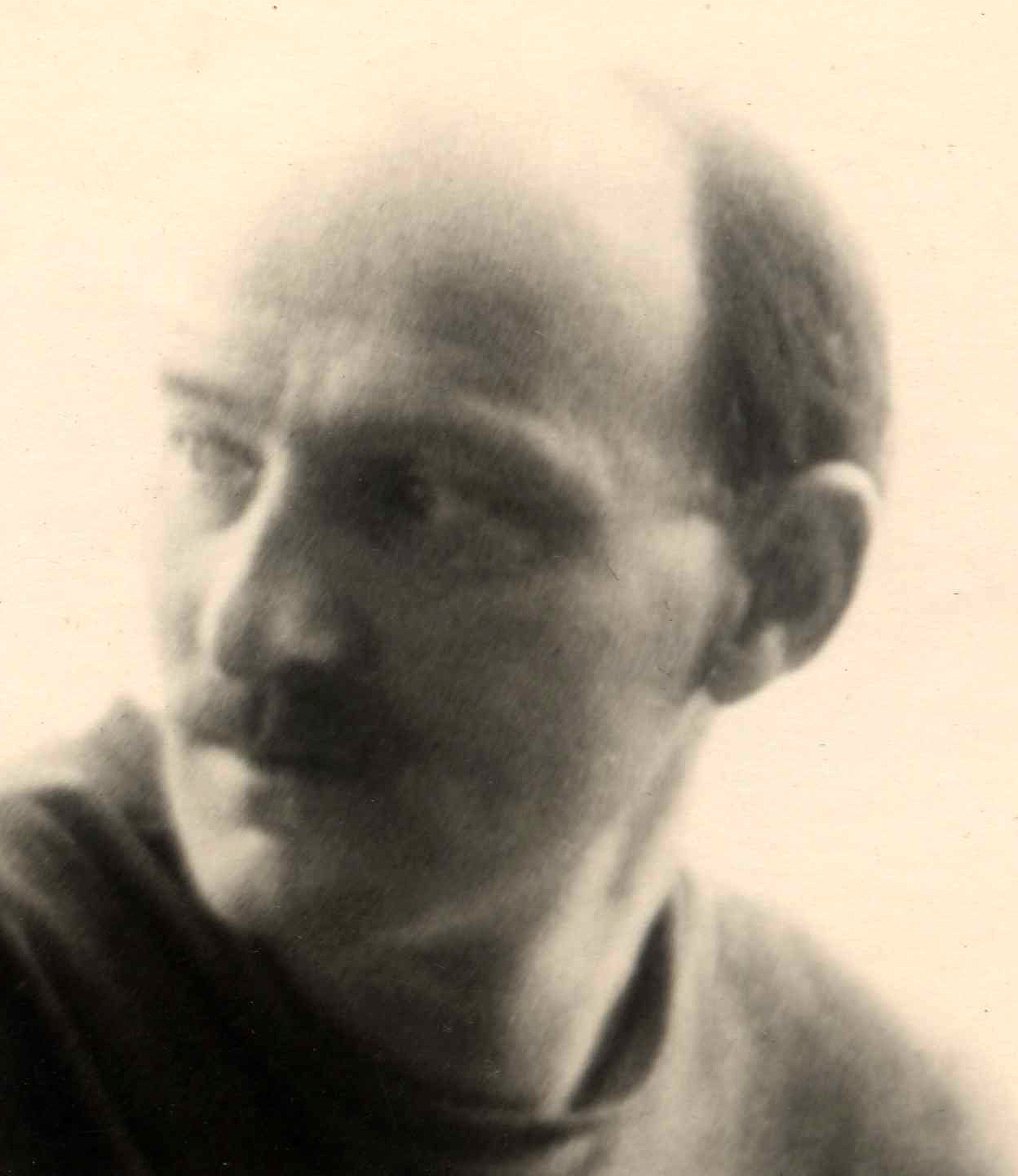
Виктор Красин

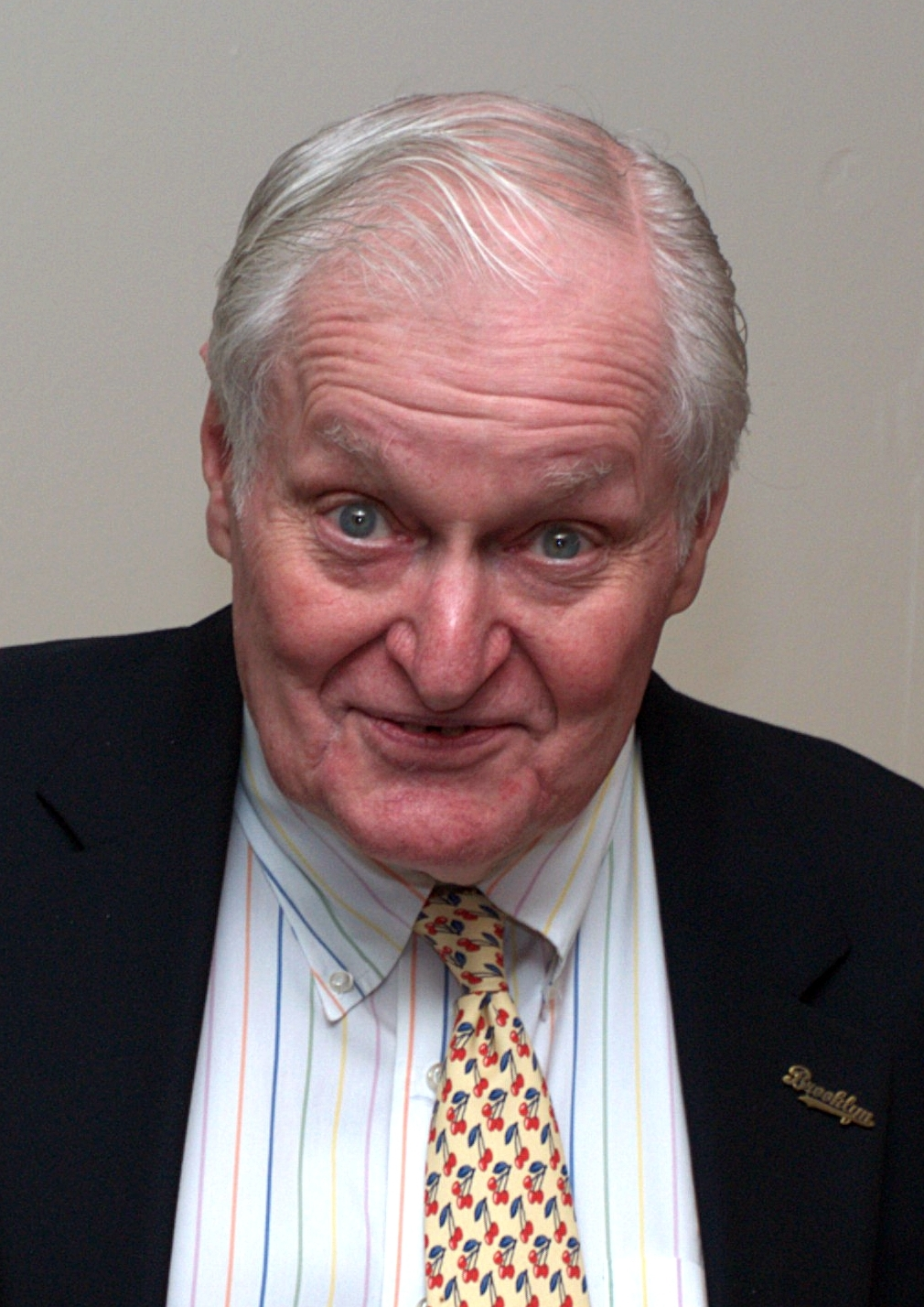
Джон Эшбери

- Аудерланд, Пит (84) — нидерландский футболист и баскетболист, тренер[402].
- Беккер, Уолтер (67) — американский музыкант (Steely Dan) и автор песен[403].
- Бройер, Кристиан (78) — немецкий футболист[404].
- Глубек, Дейв (66) — американский музыкант, один из основателей и гитарист группы Molly Hatchet[405].
- Дункай, Иван Иванович (65) — советский и российский удэгейский художник, живописец и график, книжный иллюстратор, заслуженный художник Российской Федерации (2007)[406].
- Колом, Жоан (96) — испанский фотограф[407].
- Красин, Виктор Александрович (88) — советский экономист и правозащитник, диссидент[408].
- Кук, Джон Бирн (76) — американский музыкант и писатель[409].
- Кушнер, Ася Гедальевна (69) — советская и российская скрипачка и педагог, профессор, солистка оркестра Государственного академического Большого театра России (1986—2004), заслуженная артистка Российской Федерации (2009)[410].
- Мохамад Таиб Осман (83) — исследователь в области малайского языка, малайской литературы и культуры Малайзии[411].
- Рамос, Ультиминио (75) — мексиканский боксёр кубинского происхождения[412][413];.
- Уайт, Джон П. (80) — американский государственный деятель, заместитель министра обороны США (1995—1997)[414].
- Уолкер, Ларингтон (70) — британский актёр[415].
- Хижняк, Владимир Игнатьевич (63) — российский правоохранитель, начальник управления ГУФСИН России по Ростовской области (2002—2010), генерал-лейтенант внутренней службы в отставке[416].
- Эшбери, Джон (90) — американский поэт, лауреат Пулитцеровской премии (1976)[417].

## 2 сентября

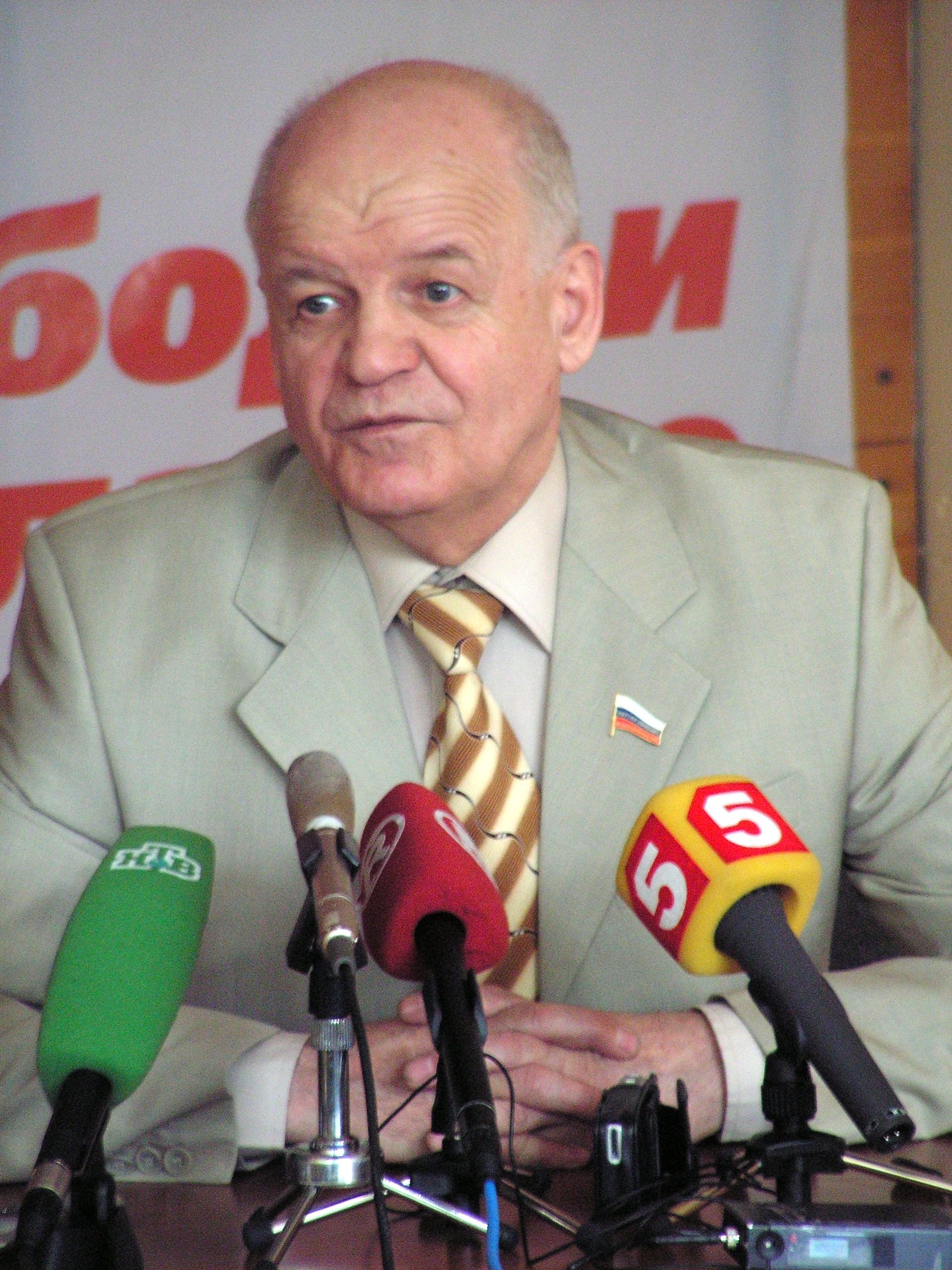
Виктор Черепков

- Апесетхеа, Хосе Мари (90) — испанский художник[418].
- Атр-Пай, Шириш (87) — индийский поэт[419].
- Ашкенази, Елена Давидовна (67) — советская и российская пианистка, профессор, дочь Давида Ашкенази, сестра Владимира Ашкенази[420].
- Валье, Габриэла дель (?) — мексиканская актриса («Женщина, случаи из реальной жизни»)[421].
- Гиттс, Гарри (81) — американский продюсер[422].
- Гонсалес Торрес, Оскар Хавьер (62) — мексиканский актёр-комик и музыкант[423].
- Гуирейро, Хоаким (51) — португальский актёр[424][425].
- Кемп, Элизабет (65) — американская актриса[426].
- Колхаун, Мардж (91) — американская сёрфингистка, чемпионка мира[427].
- Конн, Эрик (94) — американский биохимик[428].
- Косарев, Юрий Гаврилович (95) — советский и российский математик и специалист по вычислительной технике, один из создателей Института математики СО РАН[429].
- Лернер, Мюррей (90) — американский режиссёр-документалист, лауреат премии «Оскар» (1981)[430].
- Обвегезер, Хуго (96) — австрийский хирург, «отец» современной ортогнатической хирургии[431].
- Ориве, Мария Кристина (86) — гватемальский и аргентинский фотожурналист[432].
- Сян Шоучжи (99) — китайский военный деятель, командующий ракетными войсками Народно-освободительной армии Китая (1975—1977)[433].
- Черепков, Виктор Иванович (75) — российский политический деятель, депутат Государственной думы России III и IV созывов (2000—2007), мэр Владивостока (1993—1994, 1996—1998)[434].
- Эль-Дабх, Халим (96) — египетский и американский композитор[435].

## 1 сентября

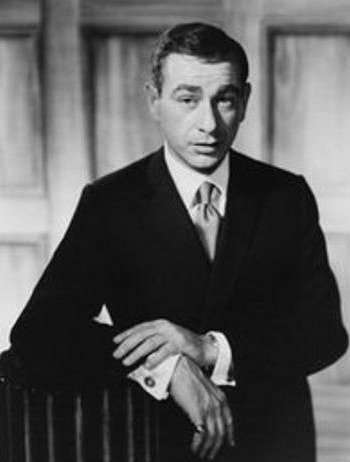
Шелли Берман

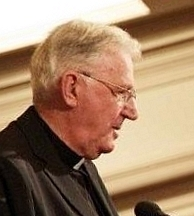
Кормак Мёрфи-О’Коннор

- Абин Соберанес, Моника Клаудия (51) — мексиканский продюсер[436].
- Асте, Армандо (91) — итальянский альпинист[437].
- Берман, Шелли (92) — американский актёр-комик[438].
- Брабец, Владимир (83) — чешский актёр театра и кино[439].
- Вишневский, Болеслав (75) — польский тренер по пулевой стрельбе и современному пятиборью[440].
- Вонг, Джин (94) — американский архитектор китайского происхождения[441].
- Чарльз Генри Гордон-Леннокс (87) — британский пэр, 10-й герцог Ричмонд, 10-й герцог Леннокс, 5-й герцог Гордон (с 1989 года)[442].
- Горчев, Олег Сергеевич (40) — российский бизнесмен, генеральный директор АО «Курорты Северного Кавказа» (с 2014 года)[443].
- Дальсков, Вернер (85) — датский государственный деятель, мэр Оденсе (1973—1992)[444].
- Джонс, Хедли (99) — ямайский музыкант, звукорежиссёр и изобретатель[445].
- Ильясова, Лидия Михайловна (81) — советская шашистка и российская журналистка, многократная чемпионка РСФСР по русским шашкам[446].
- Карчмар, Алекс (100) — американский невролог[307].
- Лабине, Мэтью (58) — американский сценарист, лауреат Дневной премии «Эмми» (1995)[447].
- Ламб, Падар (87) — ирландский актёр[448].
- Мёрфи-О’Коннор, Кормак (85) — католический прелат, епископ Арунделла и Брайтона (1977—2000), архиепископ Вестминстера (2000—2009), кардинал-священник Санта-Мария-сопра-Минерва (с 2001 года)[449].
- Нельсон, Новелла (77) — американская актриса и певица[450].
- Пахомов, Виктор Фёдорович (85) — советский и российский писатель, заслуженный работник культуры Российской Федерации (2005)[451].
- Прохоров, Гелиан Михайлович (81) — советский и российский литературовед и филолог, специалист по древнерусской и византийской литературам[452].
- Софтли, Мик (77) — британский гитарист, певец и автор песен[453].
- Усачёв, Алексей Пантелеевич (90) — советский и российский организатор производства и изобретатель, генеральный директор Липецкого завода «Свободный сокол» (1981—1996), заслуженный металлург РСФСР[454].
- Эндип, Василий (80) — советский чувашский поэт, заслуженный деятель искусств Чувашской Республики[455].